# دورة شهرية
الدَّورَةُ الشَّهرِيَّةُ(1) هي سلسلَةٌ من التغيُّرات الطبيعيَّة التي تُصيبُ عملية إِنتاج الهُرموناتِ، وبنية الرَّحم، والمَبِيضِ في الجهازِ التَّنَاسُليِّ الأنثَويِّ؛ لِتهيئة الرَّحِم للحمل المُحتمل. تتحكّم دورة المبيضِ في إنتاج البويضات، وإطلاقها، والإطلاق الدوري للإسترُوجين والبروجِسترون. تتحكم دورة الرَّحِم في تحضير وصيانة بطانة الرحم؛ لاستقبال البُويضة المُخصّبة. هذه الدورات متزامنةٌ ومنسقةٌ، وعادةً ما تكون مدتها 28 يومًا؛ لذلك تحصل الدورة الشهرية، عمومًا، عند المرأة كل 28 يومًا. وقد تقصر مدتها لتصل إلى 21 يومًا أو قد تطول إلى 40 يومًا عند بعض النساء. وتستمر الدورة الشهرية بالحدوث عند المرأة لمدة تتراوح من 30 إلى 45 سنة، وتَنقطع عند سن اليأس.
الهُرمونات التي تحدث بشكلٍ طبيعيٍّ هي التي تُحفز هذه الدورات؛ يُؤدي الارتفاع والانخفاض الدوري للهرمون المنبه للجريب إلى إنتاج ونمو البُويضات (خلايا البيض غير النَّاضجة). يُحفز هرمون الأسترُوجين بِطانة الرّحِم على أنّ تصبح سميكةً لاستيعاب الجنين في حالة حدوث الإخصاب. يوفر تدفق الدم من البطانة السميكةِ (بطانة الرحم) العناصر الغذائية للجنين المُنغرس بنجاحٍ. إذا لم يحدث الانغراس، تتحلل البطانة ويتسرب الدم، حيث يحفزه انخفاض مستويات البروجسترون. الحيض هو السقوط الدوري للبِطانة، وهو علامة على عدم حدوث الحمل.
تحدثُ كل دورةٍ على مراحل بناءً على التطورات في المِبيض (دورة المبيض) أو الرّحِم (دورة الرحم). وتتألف دورة المِبيض من الطورِ الجريبيّ والإباضة والطورِ الأصفريّ؛ بينما تتكون دورة الرّحِم من ثلاثة مراحل وهي الحيض ومرحلة التكاثر والطور الإفرازي. تقوم هرموناتِ جهاز الغدد الصماء بالتحكّم بكلتي الدورتين، ويمكن لموانع الحملِ الهُرمونية أن تتعارض مع التغيرات الهرمونية الطبيعية بشكلٍ يمنع عملية التكاثر. اليوم الأول من الدورة الشهريّة هو اليوم الأول من هذه الدورة، والذي يمكن أن يَستمر ما بين 3 إلى 8 أيّام، لكنها تستمر عادةً حوالي 5 أيّام. يميل النزيف إلى أن يكون أكثر غزارةً في اليومين الأولين. في اليوم الرابع عشر تقريبًا تخرج البُويضة من المِبيضِ. تحدث أول دورةٍ شهريةٍ عادةً في حوالي سن 12 عامًا ويمكن أن تبدأ في وقت مبكر أو متأخر.
لا تقتصر تأثيرات الدورة الشهرية على المِبيض والرحِم وأعضاء الجهاز التناسلي الأنثوي وإنما تمتد لتشمل الأجهزة الحيوية الأخرى. قد تُسبب الدورة الشهرية عند البعض التشنجات وألم الثديين والتعب ومتلازمة ما قبل الحيض. تعاني 3-8% من النساء من مشكلات أكثر حدةً مثل اضطراب ما قبل الحيض المزعج. يمكن تنظيم الدورة الشهرية عن طريق تحديد النسل الهرموني. وجدت بعض الدراسات أن النساء اللواتي يعانين من الدورة الشهرية لديهن خطرٌ أكبر بنسبةِ 1.68% في الانتِحارِ.
تحدث الدورة الشهرية أيضًا في بعض الحيوانات الأخرى مثل الزبابات والخفافيش، وكذلك في الرئيسيات الأخرى مثل القِردة.

## دورات ومراحل

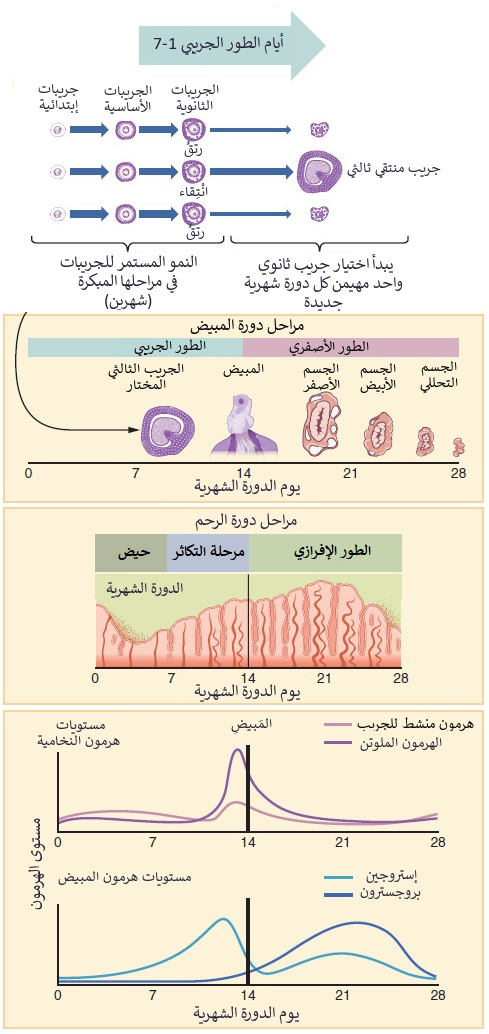
تقدم الدورة الشهرية وبعض الهرمونات التي تساهم فيها

تَشمل الدَّورة الشَّهريَّة دورتي المِبيضِ والرحم. تصف دورة المِبيض التغيُّرات التي تحدث في جَرِيبَات المِبيض، في حين تصف دورة الرحم التغيرات في بطانة الرحم. يُمكن تقسيم كِلاَ الدّورتين إلى مراحل. تَتكوَّن دورة المِبيض من مراحل مُتَتَاليةٍ لِطَورِ الجرِيبِي والأصفريَّ، وتتكوَّن دورة الرحم من الحيض ومرحلة التكاثر ومرحلة الإفراز. تُنظَّم الدورة الشهرية عن طريقِ منطقةٍ تحت المهاد والغدة النخامية في الدماغ. يُطلق تحت المهاد الهرمون المطلق لموجة الغدَدِ التناسُليّةِ GnRH، الذي يجعل النَّخامِيَّة الغُدِّيَّة المجاورة تفرز الهرمون المنبِّه لِلجَرِيبِ FSH وهرمون الملوتن LH. قبل سن البلوغ، يُطلق الهرمون المطلق لموجة الغدد التناسلية بكمياتٍ ثابتةٍ منخفضةٍ وبمعدّلٍ ثابتٍ. بعد سنّ البلوغ، يُطلَق الهرمون المطلق لموجة الغدد التناسليّة في تذبذباتٍ كبيرةٍ. يحدد تكرار وحجمِ هذه التذبذباتِ كميةِ الهرمونِ المنبّهِ للجريبِ والهرمونِ المصفَّرِ الذي تُنتجه الغدّةُ النخاميّة.
يُقاس طول الدورة الشهرية، من اليوم الأول لخروج دم الحيض وحتى خروجه في الدورة التي تليها، متوسط طول الدورة الشهرية هو 28 يومًا، ولكن الطول يختلف بين النساء بمدًى يتفاوتُ بين 21 إلى 40 يومًا، وكما يختلف طول الدورة الشهرية بين النساء فإنّ طولها يختلف للمرأة الواحدةِ بين دورةٍ وأُخرى. تُعتبر المرأة ذات دورةٍ منتظمةٍ إذا كان الفرق بين طول أصغر دورةٍ وأطول واحدةٍ لها أقل من 8 أيّام، وأما إذا كان الفرق يعادل 8 أيام أو أكثر فتعد المرأة ذاتَ دورةٍ غير منتظمةٍ. غالبًا ما تكون الدورة أقل انتظامًا في بداية ونهاية الحياة الإنجابيّة للمرأة.
يبدأ جسم الأنثى في مرحلة البلوغ بالنضج ليصبح جسمًا بالغًا قادرًا على التكاثر الجنسيّ. تحدث الدورة الأولى (تُسمىّ الحيض) عند حوالي 12 إلى 15 سنةً، وتَستمر الدّورة الشهريّة لحوالي 30-45 سنةً إلى أن تَنتهي في سن اليأس والذي يكون عادةً بين 45 و55 سنةً. يُعد الإياس قبل سِنّ 45 سنةً في الدول الصناعيّة مبكرًا وسابقًا لأوانه، وحالهُ كحالِ بدءِ الإحاضة في كونه بشكل كبير نتيجة للعوامل الحيويّة، ولكن بعض الجراحاتِ والأدوية الطبية من الممكن أن تؤدّي إلى أن يحدث انقطاع الطمث مبكرًا عن أوانه.

### دورة المبيض
بين بدءِ الحيض وسن اليأس، يتناوب المبايضُ البشرية بانتظامٍ بين الطُّور الأصفريّ والجريبيّ خلال الدورة الشهريةِ. تتوقف عمليات تصريف الدم وتزداد سماكةُ بِطانة الرّحم بسبب الزيادة التدريجيّة في كميات هرمون الإستروجين في الطور الجريبي. تبدأ الجرِيبات في المَبيض بالنُموّ تحت تأثير تفاعلٍ معقدٍ من الهرمونات، وبعد عدّة أيام أو في بعض الأحيان يومين تُصبح مُهيمنةً، بينما تنكمش الجرِيبات غير المهيمِنة وتموت. في منتصف الدورة تقريبًا، بعد حوالي 10-12 ساعةً من ارتفاع هرمون الملوتن (LH)، يُطلق الجريب المهيمن الخليَّةً البيضيَّةً، وهو ما يُسمى بالإباضةِ.
تعيش البُويضة بعد الإباضةِ لمدة 24 ساعةً أو أقل دون إخصابٍ، في حين أنَّ بقايا الجرِيب المُهيمن في المِبيض تصبح الجسم الأصفر -وهو الجسم الذي يقوم بوظيفةٍ أساسيةٍ هي إنتاج كمياتٍ كبيرةٍ من هرمون البروجسترون. تحت تأثير البروجسترون، تتغير بطانة الرحم استعدادًا لانغراس الجنين المحتمل ليبدأ الحمل. يستمر سُمك بطانة الرحم في الازدياد استجابةً لمستويات الاستروجين المتزايدة، التي يفرزها الجرِيب الغارُّ (جرِيب المبيض الناضج) في الدورة الدموية. يصل هرمون الإستروجين إلى مستوى الذُّروة في حوالي اليوم الثالث عشر من الدَّورة ويتزامن مع الإباضة. إذا لم يحدث الانغراس في غضون أسبوعين تقريبًا، فإنَّ الجسم الأصفر يتحلل إلى الجسم الأبيض، الذي لا ينتج الهرمونات، ممّا يسبب انخفاضًا حادًا في مستويات هرمون البروجسترون والإستروجين. يُؤدي هذا الانخفاض إلى فقدان الرحم لبطانته أثناء الحيض؛ فهذا هو الوقت الذي تصل فيه إلى أدنى مستوياتِ الإستروجينِ.
في الدورة الشهرية الإباضِيَّة، تكون دورات المبيض والرحم متزامنةً ومنسقةً وتستمر بين 21 و35 يومًا عند المرأة البالغةِ، بمتوسط 27-29 يومًا. على الرغم من أن مُتوسط طول الدورة الشهرية للأنثى يشبه متوسط طول الدورة القمرية، إلا أنّه لا توجد علاقةٌ سببيَّةٌ بينهما.

#### الطور الجريبي
يَحتوي المُبيَّضان على عددٍ محدودٍ من الخلايا الأولى للبويضة والخليَّة الحَبِيبيَّة والقِرابِ الجريبِي، التي تُشكل معًا جرِيباتٍ ابتدائيَّةً. بعد حوالي 20 أسبوعًا من الحملِ، تَكون 7 ملايين بُويضةٍ غير ناضجةٍ قد تكوَّنت في المِبيض. ويقل هذا العدد إلى حوالي مليونَيْنِ عندما يكون المَوْلود فتاةً، و300 ألفٍ في وقت حُصولها على الدّورة الشهريّة الأولى. في المتوسط، تنضجُ بويضةٌ واحدةٌ وتطلق خلال الإباضة كل شهرٍ بعد بدءِ الحيضِ. بدايةً من سِن البلوغ، تنضج هذه الجرِيبات الابتدائيّة بشكلٍ مستقلٍّ عن الدورة الشهريّة. يُسمى نموّ البويضة تكوُّن البويضات، ولا تبقى سوى خليّةٍ واحدةٍ على قيد الحياة من الانقسامات في انتظار الإخصاب. يُتخلَّص من الخلايا الأخرى كأجسامٍ قطبيَّةٍ، والتي لا يمكن تخصيبها. الطور الجريبيُّ هو الجزء الأول من دورة المِبيض وينتهي بإكمال الجرِيب الغَارَّ. يبقى الإنقسام المنصف (الانقسام الخلويُّ) غير مكتملٍ في خلايا البُويضة إلى أن تتشكل جَرِيبات الغاريّة. خلال هذه المرحلة، عادةً ما ينضج جريب مبيضي واحد فقط ويستعد لإطلاق بويضةٍ. يقصر الطور الجريبي بشكلٍ ملحوظٍ مع التقدم في العمر، ويستمر حوالي 14 يومًا لدى النساء اللَّواتي تتراوح أعمارهن بين 18 و24 عامًا، مقارنةً بعشرة أيام لدى النساء اللواتي تتراوح أعمارهن بين 40 و44 عامًا.
من خلال تأثير ارتفاع الهرمون المنبه للجريب (FSH) خلال الأيام الأولى من الدورةِ، تُحفز عددٌ قليلٌ من جرِيبات المِبيض. تتنافس هذه الجرِيبات التي كانت تنمو لجزءٍ كبيرٍ من السنة في عمليةٍ تُعرف باسم تكوّن الجرِيبات مع بعضها البعض على الهيمنةِ. ستتوقفُ جميع هذه الجَرِيبات عن النمو باستثناء جريب واحد، وهو الجريب المهيمن -الذي يحتوي على مُعظم مستقبلات الهرمون المنبه للجريب- والذي سيستمر في النضج. الجَريبات المتبقية تموت في عملية تُسمى الرتق الجِريبيَّ. يُحفِّز هرمون الملوتن (LH) على زيادة نمو جَرِيبات المِبيض. ويُسمى الجَريب الذي يصل إلى مرحلة النضج الجريب الغار، ويحتوي على البويضة (خليّة البويضة).
تُطور الخلايا القرابيّة المستقبلاتِ التي تربط هُرمون الملوتن، واستجابةً لذلك تفرز كمياتٍ كبيرةٍ من الأندروستنديون. في نفس الوقت تُطور الخلايا الحَبِيبيَّة المحيطة بالجرِيب الناضج المستقبلات التي تربط الهرمون المنبِّه للجرِيب، واستجابةً لذلك تبدأ بإفراز الأندروستنديون، الذي يتحول إلى هرمون الإستروجين بواسطة إنزيم أروماتاز. يمنع الإستروجين إنتاج المزيد من هرمون المنبه للجريب وهرمون الملوتن بواسطة الغُدة النُّخاميَّة. الارتِجاع السَّلبيّ يُنظم مستويات هرمون المنبه للجريب وهرمون الملوتن. يستمر الجريب المهيمن في إفراز هرمون الإستروجين، وارتفاع مستويات هرمون الإستروجين يجعل الغدة النخامية أكثر استجابة للهرمون المطلق لموجهة الغدد التناسليّة من منطقة تحت المهاد. وكلما زاد هرمون الإستروجين أصبح هذا إشارةً لارتجاع إيجابي، ممّا يجعل الغدة النخاميّّة تفرز المزيد من هرمون المنبه للجريب وهرمون الملوتن. عادةً ما تحدث هذه الزيادة في هرمون المنبه للجريب وهرمون الملوتن قبل الإباضة بيومٍ أو يومين وهي مسؤولةٌ عن تحفيز تمزق الجريب الغار وإطلاق البُويضة.

#### الإباضة

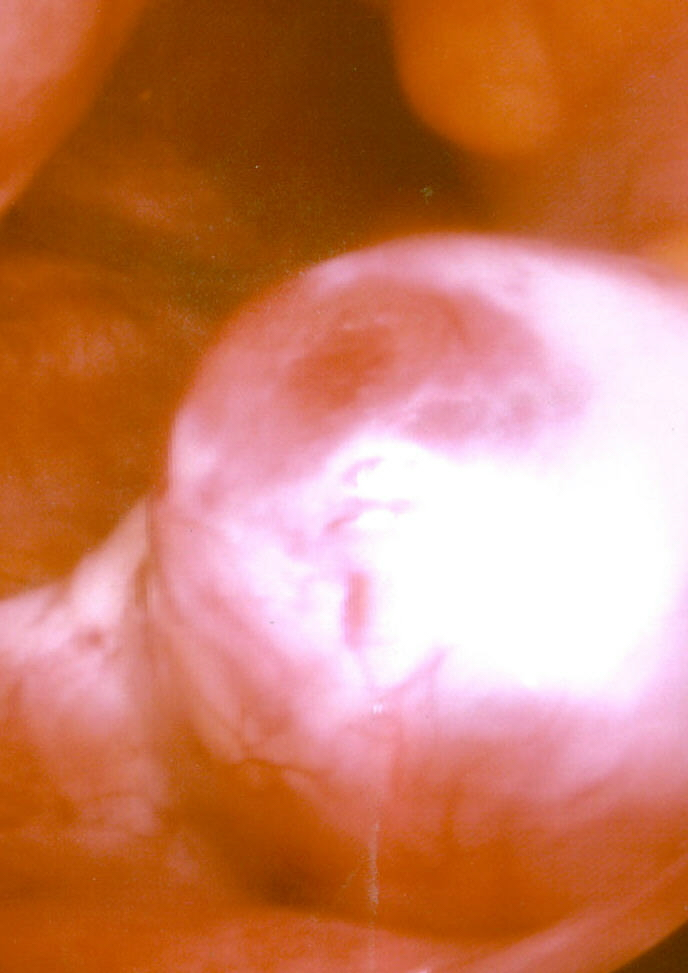
مبيض على وشك إطلاق بيضة.

تخرجُ البُويضة من المِبيض في حوالي اليوم الرابع عشر، وتُسمى هذه العمليّة «بالإباضة»، حيث تحدث عندما تُطلَق البُويضة الناضجة من جرِيبات المِبيض إلى قناة فالوب، بعد حوالي 10-12 ساعةً من بلوغ الذُّروة في تدفق هرمون المُلوتِن. عادةً ما تصل واحدةٌ فقط من الجرِيبات المُنشطة 15-20 إلى النُّضج الكامل، وتُطلق/تُحرَّرُ بيضةً واحدة فقط. يحدث التبويض فقط في حوالي 10% من الدورات خلال أول عامين بعد بدءِ الحيض، وبحلول سنّ 40 إلى 50 سنة، ينفد عدد جَرِيبات المِبيض. يبدأ هُرمون المُلوتن التَّبويض في حوالي اليوم 14 ويُحفز تكوين الجسم الأصفر. بعد المزيد من التحفيز بواسطة هرمون الملوتن، يُنتج الجسم الأصفر ويطلق الإستروجين والبروجسترون والريلاكسين (الذي يرخي الرحم عن طريق تثبيط تقلصات عضلات الرحم) والإنببين (الذي يمنع المزيد من إفراز هرمون الملوتن).
يُؤدي إطلاق هرمون الملوتن إلى نُضوج البُويضة وإضعاف جدار الجريب في المِبيض، ممّا يتسبب للجريب المكتمل النموّ في إطلاق الخَلِيَّة البَيضِيَّة. تنضجُ البويضة بسرعةٍ إذَا ما خصَّبها حيوانٌ منويٌّ فتُصبح بيضةً ناضجةً تعيق الخلايا النطفيّة، وإذا لم تُخصَّب فإنّ البويضة تتحلَّل. يبلغ قطر البويضة الناضجة حوالي 0.1 مليمترٍ (0.0039 بوصةً) وهي أكبر خليةٍ بشريةٍ.
لدى كل النساء مَبيضان: أحدهما على اليمين والآخر على اليسار. في كل شهرٍ يطلق أحدهما بيضةً مِمَّا يجعل الإباضة عشوائيةً؛ ومن غير المعروف الطريقة التنسيقيّة بين المُبيضين الأيمن والأيسر في إطلاق البويضة. في بعض الأحيان كِلا المَبيَّضين يُطلق بيضةً؛ إذا خُصبت كلا البُويضتين، فإن النتيجة هي التوائم الشقيقة. بعد خروجها من المِبيض، تدخل البويضة إلى قناة فالوب بواسطة الخَملِ -وهي حافةٌ من الأنسجة في نهاية كل قناة فالوب. بعد حوالي يوم، تتحلل البُويضة غير المخصبة أو تتفكّك في قناة فالوب، تصل البويضة المخصبة إلى الرحم في غضون ثلاثةٍ إلى خمسة أيام.
يحدث الإخصاب عادةً في الأُمبُولةِ، أوسع قسمٍ من قناتي فالوب. تبدأ البُويضة المُخصبة على الفور عملية التخلق الجنيني (النمو). يستغرق الجنين النامي حوالي ثلاثة أيام للوصول إلى الرحم، وثلاثة أيام أخرى للانغراس في بطانة الرحم. وعادةً ما تصل إلى مرحلة الكيسة الأريمية في وقت الانغراس: وهذا هو الوقت الذي يبدأ فيه الحمل. يمنع إخصَاب البُويضة فقدان الجسم الأصفر. الأرومة الغاذية المخلوية (الطبقة الخارجية للكيسة الأريمية التي تحتوي على الجنين والتي تُصبح فيما بعد الطبقة الخارجيّة للمشيمة) تنتج موجهة الغدد التناسلية المشيمائية (hCG)، التي تُشبه إلى حدٍّ كبيرٍ هرمون المُلوتن وتحفظ الجسم الأصفر. خلال الأشهر القليلة الأولى من الحمل، يواصل الجسم الأصفر إفراز البروجسترون والإستروجين بمستوياتٍ أعلى قليلًا من تلك الموجودة في الإباضة. بعد ذلك ولبقية فترة الحمل، تُفرز المشيمة مستوياتٍ عاليةً من هذه الهُرمونات -إلى جانب موجهة الغدد التناسلية المُشيمائِية البشريَّة (hCG)، التي تحفز الجسم الأصفر لإفراز المزيد من البروجسترون والإستروجين، مِمَّا يمنع الدورة الشهرية. تُعِدّ هذه الهُرمونات أيضًا الغدد الثديية لإنتاج الحليب.

#### الطور الأصفري
تدومُ هذه المرحلة نحو 14 يومًا، وهي المرحلة الأخيرة من دورة المِبيض التي تُقابل المرحلة الإفرازيّة من دورة الرحم. تتسبب هرمونات الغدة النخامية الهرمون المنبِّه لِلجَرِيبِ والهرمون المُلوتن في تحويل الأجزاء المُتبقية من الجريب المهيمن إلى الجسم الأصفر، الذي ينتج البروجسترون. زِيادة البروجسترون تبدأ لتحفيز إنتاج الإستروجين. تعمل الهُرمونات التي يُنتجها الجسم الأصفر أيضًا على تثبيط إنتاج الهرمون المنبِّه لِلجَرِيبِ وهرمون الملوتن التي يحتاجها الجسم الأصفر للحفاظ على نفسهِ. ينخفض مستوى الهرمون المنبِّه لِلجَرِيبِ وهرمون الملوتن بسرعةٍ، ويؤدي إلى ضّمور الجسم الأصفر. يؤدي انخفاض مستويات البروجسترون إلى بدءِ الدورة الشهرية ثُم تَتكرر الدَّورة. من وقتِ الإباضة حتى انسحاب البروجسترون يسبب بدءَ الدورة الشهرية، تستغرق العملية عادةً حوالي أسبوعين. وغالبًا ما يختلف طول الطور الجريبي للمرأة من دورةٍ إلى أخرى؛ وعلى النّقيض من ذلك، فإن طول طورها الأصفرِ سيكون ثابتًا إلى حدٍّ مَا من دورةٍ إلى دورةٍ عند 10 إلى 16 يومًا (متوسط 14 يومًا).

### دورة الرحم
تتكون دورةُ الرحم من ثلاثِ مراحل: الحيض ومرحلة التكاثر ومرحلة الإفراز.

#### الحيض

}
1. فرج؛
9. مهبل؛
14. رَحِم:
أجزاء:
15. عنق الرحم؛
16. بنية
17. قاع.
18. فوهات: خارجية و باطنية؛
19. قناة عنق الرحم؛
20. جوف الرحم؛
طبقات:
21. بطانة الرحم؛
22. عضل الرحم و
23. غلالة مصلية للرحم
24. قناة فالوب
30. مبيض
31. حوض حشوي غشاء مصلي بطني:
32. رباط عريض رحمي (مع
35. مسراق الرحم)
أربطة:
36. رباط الرحم المستدير
أوعية دموية:
40. شريان رحمي ووريد رحمي
أخرى:
42. حالب؛
46. شريان حرقفي غائر (فرع أمامي)؛
48. جوف البطن

الحيض (ويُسمى أيضًا نزيف الحيض أو الدَّورة الشهريَّة) هي المرحلة الأولى والأكثر وضوحًا في دورة الرّحم وتحدثُ لأول مرةٍ في سِن البلوغ. تُسمى الدورة الشهرية الأولى، والتي تحدث في سِن الثانية عشر أو الثالثة عشر. قد تبدأ أحيانًا في وقتٍ مبكرٍ عن عُمر ثماني سنوات، وتعد الإحاضة في هذا السن أمرٌ طبيعيٌّ. كما قد يرتبط ذلك بالارتفاع في مستوى انتشار السُّمنة بين الأطفال في العالم حيث أن كل زيادةٍ بمقدار 1 مترٍ2 في مؤشر كتلة الجسم تؤدي إلى ارتفاع احتمالية بدءٍ لدورة الشهرية في سنٍّ مبكِّرةٍ (قبل سن الثانية عشرة) بنسبة 6.5%. متوسط العمر عادةً ما يكون متأخرًا في البلدان النامية وأبكر في البلدان المتقدمة النموّ. وهذا السن آخذٌ في الهبوط عالميًا
يبدأُ الحيض كل شهر عن طريق انخفاض مستويات هرمون الإستروجين والبروجسترون وإفراز البروستاجلاندين ممّا يُضيق الشرايين الحلزونيَّة. وهذا ما يُسبب التشنج والانقباض والتحلُّل. ينقطع تدفق الدم إلى بِطانة الرّحم وتصبح خلايا الطبقةِ العليا من بطانة الرحم (الطبقة الوظيفيّة) محرومة من الأكسجين وتموت. بعد ذلك تُفقد الطبقة بأكملها وتترك فقط الطبقة السفلية، الطبقة القاعدية في مكانها. يقوم إنزيم يُسمى البلازمين بتفتيت الجلطات الدموية في سائل الحيضي، مما يسهل تدفق الدم ويفكك بطانة الرحم. يستمر تدفق الدم لمدة 2-6 أيام ويفقد حوالي 30-60 مليلترًا من الدم، وهذه علامةٌ على عدم حُدوث الحمل.
عادةً ما يكون تدفق الدم علامةً على أن المرأة لم تحمل، ولكن لا يمكن اعتبار ذلك مؤكدًا، حيث يُمكن أن تُسبب عدة عوامل أُخرى النزيف أثناء الحمل. يحدث الحيض في المتوسط مرةً في الشهر من بدءِ الحيض إلى سن اليأس، وهو ما يتوافق مع سنوات خصوبة المرأة. متوسط سن اليأس لدى النساء هو 52 سنةً، ويحدث عادةً بين 45 و55 عامًا. يَسبق سن اليأس مرحلةً من التغيَّرات الهرمونية تُسمى ما قبل سن اليأس.
يشير مصطلح سَوائِيَّةُ الإِحاضَة إلى الحيض العادي المنتظم الذي يستمر حوالي الأيام الخمسة الأولى من الدورة. النساء اللَّواتي يعانين من غزارة الطمث (نزيف حيض غزير) أكثر عرضةً لنقص الحديد من الشخص العاديِّ.

#### مرحلة التكاثر

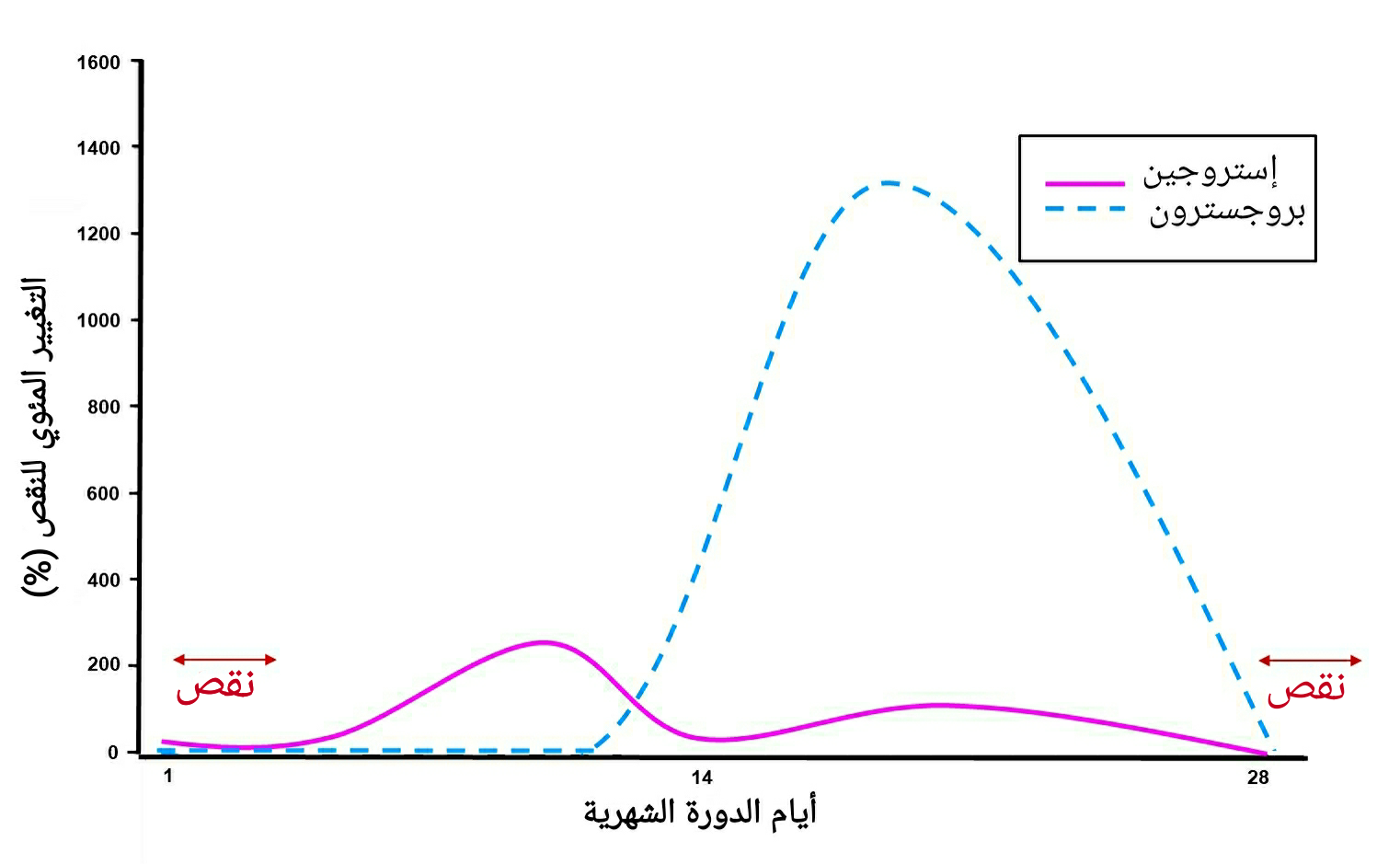
خلال الدورة الشهرية، تختلف مستويات الإستراديول (الإستروجين) بنسبة 200%. مستويات البروجسترون تختلف بأكثر من 1200%.

مرحلةُ التَّكاثُر هي المرحلة الثانية من دورة الرّحم عندما يُسبب الإستروجين نموُّ بطانة الرحم وتكاثرها. يتداخل الجزء الأخير من الطور الجريبي مع مرحلة التكاثر للدورة الرحميِّة. عندما تنضج جَرِيبات المِبيض تفرز كمياتٍ متزايدةً من الإستراديول، هُرمون الإستروجينِ. يبدأ الإستروجين في تكوين طبقةٍ جديدةٍ من بطانة الرحم في الرحِم مع الشرايين الحلزونيّة.
مع ازدياد مستوياتِ الإستروجين، تُنتِج خلايا عُنق الرحم نوعًا من مُخاط عنق الرحم له درجة حموضةٍ أعلى وأقل لزوجةٍ من المعتاد، ممّا يجعله أكثر مُلاءمةً للحيوانات المنوية. هذا يزيد من فرص الإخصاب، والذي يحدث في حدود اليوم الحادي عشر إلى اليوم الرابع عشر. يُمكن اكتشاف هذا المُخاط العنقي كإفرازاتٍ مهبليةٍ وفيرةٍ تشبه بياض البيض النيء. وبالنسبة للنساء اللواتي يمارسن الوعي بالخصوبة، فهذه علامةٌ على أنَّ الإباضة قد تكون على وشك الحدوث، ولكن هذا لا يعني أنَّ الإباضة ستحدث بالتأكيد.

#### الطور الإفرازي
المرحلةُ الإفرازيِّةُ هي المَرحلة النهائيّة من دورة الرحم وهي تتوافق مع الطوِر الأصفريّ لدورة المِبيض. خلال المرحلة الإفرازية يُنتج الجسم الأصفر البروجسترون، الذي يلعب دورًا حيويًا في جعل بطانة الرحم تتقبّل زرع الكيسة الأرِيميَّة (البُويضة المخصبة التي بدأت في النموُّ). يُفرَز الجليكوجين والدهون والبروتينات في الرحم ويزداد سُمك مُخاط الرحم. في بداية الحمل، يزيد البروجسترون أيضًا من تدفق الدم ويقلل من انقباض العضلات الملساء في الرحم ويرفع درجة حرارة الجسم الأساسيَّة للمرأة.
في حالةِ عدم حدوث الحمل تبدأ دورتي المِبيض والرحم من جديد.

## دورات التبويض والطور الأصفري القصيرة
فقط ثُلثي الدورات الشهرية الطبيعية هي دورات إباضة، أي الدورات التي تحدث فيها الإباضة. والثُلُث الآخر يفتقر إلى الإباضة أو لديه طورٌ أصفريٌ قصيرٌ (أقل من عشرة أيام) يكون فيها إنتاج البروجسترون غير كافٍ للوظائف الطبيعية والخصوبةِ. تُشيع الدورات التي لا تحدث فيها الإباضة (لاإباضة) بين الفتيات اللَّاتي بدأن الحيض لتوّهن وبين النساء في سن اليأس. خلال أول سنتين بعد بدءِ الحيض، تغيب الإباضة في حوالي نصف الدورات. بعد خمس سنوات من بدء الحيض، تحدث الإباضة في حوالي 75% من الدورات وتصل إلى 80% في السنوات التاليةِ. غالبًا ما تكون دورات الإباضة متطابقةً بشكلٍ واضحٍ مع دوراتِ التبويض الطبيعية. أي تغييرٍ في توازن الهرمونات يمكن أن يؤدي إلى الإباضة. يمكن أن يؤدي الإجهاد والقلق واضطرابات الأكل إلى انْخِفاض الهُرمون مطلق لموجهة الغدد التناسلية واضطراب الدورة الشهرية. تحدث الإباضة المزمنة في 6-15% من النساء خلال سنوات الإنجاب. عند سن اليأس، يؤدي عدم تنظيم الاِرْتِجَاع الهرموني إلى دورات إباضة. على الرغم من أن الإباضة لا تعتبر مرضًا، إلا أنَّها يمكن أن تكون علامةً على حالةٍ كامنةٍ مثل متلازمة المبيض المتعدد الكيسات. دورات التبويض أو الطور الأصفري القصيرة هي أمرٌ طبيعيٌّ عندما تكون النساء تحت الضغط أو النساء الرياضيات عندما يزدنَ من حدّة التداريب، ويُمكن عكس هذه التغييرات مع انخفاض الضغوطات أو بعد التكيّف مع التداريب.

## الآثار الصحية

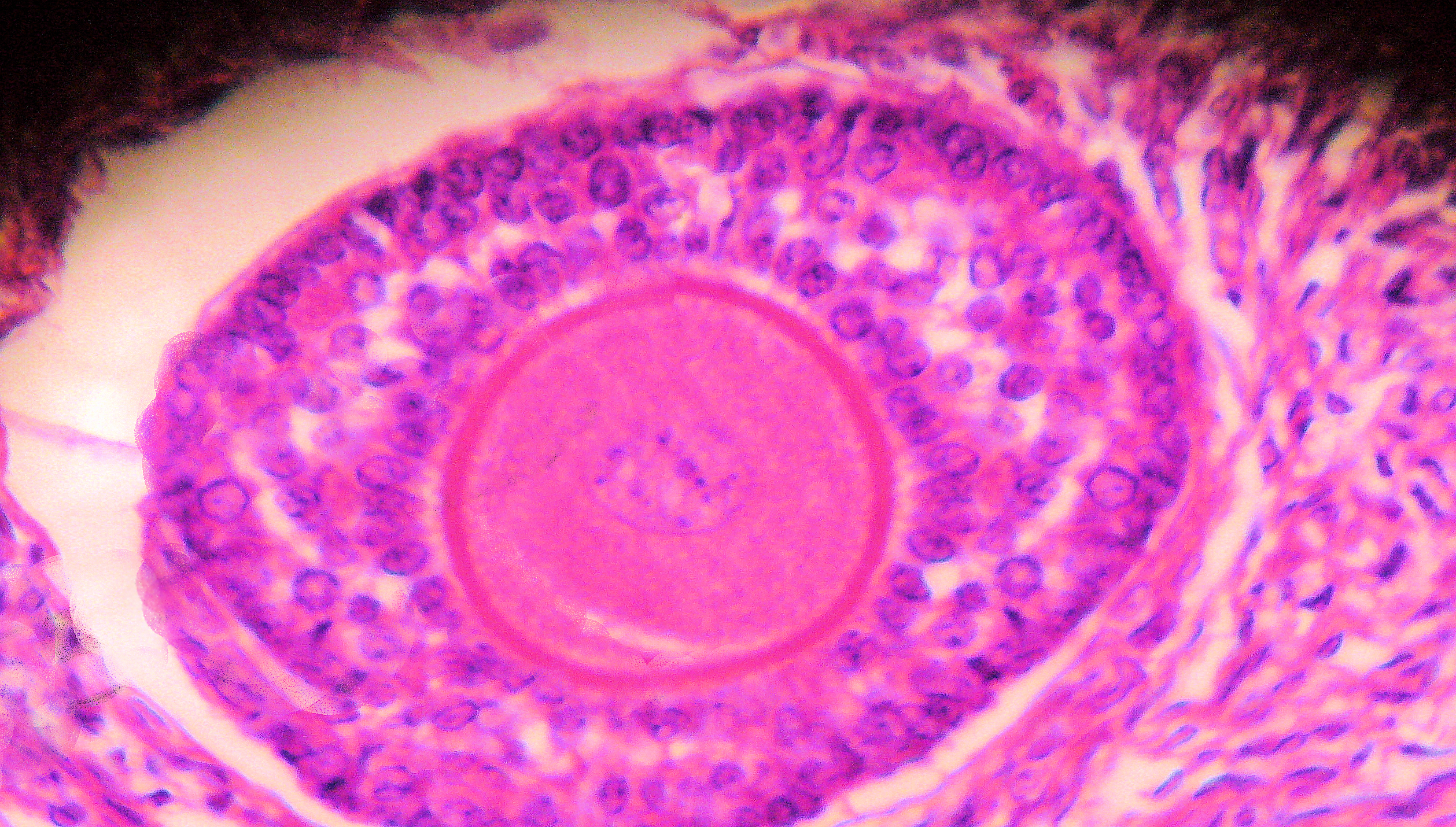
نظرة لجريب المبيض الأولي عند الإنسان بواسطة الفحص المجهري. البويضة المستديرة الملطخة باللون الأحمر في الوسط محاطة بطبقة من الخلايا الحبيبية، والتي يلفها بالغشاء القاعدي والخلايا القرابية. التكبير حوالي 1000 مرة. (صبغة الهيماتوكسيلين واليوزين)

على الرُّغم من أنّه أمرٌ عادي وطبيعي، إلى أنّ بعض النساء يعانين من مشاكل كافيةٍ لتأثير على حياتهنَّ نتيجة لدورتهنّ الشهرية. تتضمن هذه الأعراض حب الشباب وألم الثديين والشعور بالتعب والمتلازمة السابقة للحيض (PMS). تُعاني 3 إلى 8% من النساء من مشكلات أشد خطورةً مثل اضطراب المزعج السابق للحيض. يمكن أن يُسبب عسر الطمث أو «ألم الدَّورة الشهريَّة» تقلصاتٌ في البطنِ أو الظهر أو أعلى الفخذين تحدث خلال الأيام القليلة الأولى من الحيض. آلام الدورة الشهرية المنهكة ليست طبيعيةً ويمكن أن تكون علامةً على شيءٍ خطيرٍ مثل الانتباذ البطاني الرحمي
أو الأورام اللِّيفيّة أو الداء الالتهابي الحوضي خاصةً عند المُتقدمات في السن يُمكن أن تؤثر هذه المشكلات بشكلٍ كبيرٍ على صحة المرأة وحيتها اليومية والتدخل في الوقت المناسب يمكن أن يحسن حياة هؤلاء النساء.
تُفيد بعض المصادر بأنَّ الدورة الشهرية تؤُثر على الحالة المزاجيّة للمرأة وتسبب الشعور بالاكتئاب والعصبيّة يمكن أن تُساهِم أيضًا في زيادة تعاطفهن مع الآخرين، قبل وأثناء فترة الحيض. وأنَّه يعتقدُ الخبراء أن هذه التغيرات العاطفيّة تحدث نتيجة لتقلب مستويات الهرمونات والتي يمكن من شأنها أنّ تؤثر على المواد الكيميائية في الدِّماغ. في حين تذكر مصادر أُخرى بأنّه غالبًا ما يُعزى تقلب مزاج المرأة الطبيعي بشكلٍ خاطئٍ إلى الدورة الشهرية، وأنّ الكثير من الأبحاث التي تدعم هذا ضعيفةً. وأنّه هناك زيادةٌ صغيرةٌ جدًا في تقلبات المزاج خلال الطور الأصفري والحيض، وانخفاض مماثلٍ خلال بقية الدورة. حيث يُؤدي تغيير مستويات الإستروجين والبروجسترون خلال الدورة الشهرية إلى تأثيراتٍ جهازيةٍ على جوانب من وظائف الأعضاء بما في ذلك الدماغ والأيض والجهاز العضلي الهيكلي. يُمكن أنّّ تكون النتيجة تغييرات فسيولوجية خفيفة يمكن مُلاحظتها في الأداء الرياضي للمرأة بما في ذلك القوة والأداء الحيهوائي والأداء اللاهوائي. وأنّه لوحظت تغيراتٌ في الدماغ خلال الدورة الشهرية لكنها لا تُترجم إلى تغييراتٍ قابلةٍ للقياس في التحصيل الفكري -بما في ذلك الأداء الأكاديمي وحل المشكلات والذاكرة والإبداع. وأيضًا من المحتمل أن يكون تحسن القدرة على التفكير أثناء مرحلة الحيض من الدورة الشهرية ناتجًا عن انخفاض مستويات هرمون الإستروجين والبروجسترون.
تتميز الإباضة لدى بعض النساء بألمٍ مُختلفٍ يُدعى ألم الإباضة (مصطلحٌ ألمانيٌّ يعني ألم منتصف الدورة). يرتبط سبب الألم بتمزق الجرِيب، ممّا يتسبب في فقدان كميةٍ صغيرةٍ من الدم.
وحتى عندما تكون مستويات الهرمونات في الدورة الشهرية طبيعيةً، يُمكن أن تزيد من حدوث اضطراباتٍ مثل أمراض المناعة الذاتية التي قد تنجم عن تعزيز هرمون الاستروجين في الجهاز المناعي.
حوالي 40% من النساء المصابات بالصَّرع يجدن أنَّ النوبات تحدث بشكلٍ متكررٍ أكثر في مراحلَ معينةٍ من الدورة الشهريّة. قد يكون هذا الصرع الحيضي ناتجًا عن انخفاض في هرمون البروجسترون إذا حدث خلال الطور الأصفري أو الحيض، أو زيادةً في هرمون الإستروجين إذا حدث عند الإباضة. ويُمكن للنساء اللَّواتي لديهنَّ فتراتٌ منتظمة تناول الأدوية قبل وأثناء الحيض مباشرةً. وتشمل الخيارات مكملات البروجسترون، وزيادة جرعة الدواء العادي المضاد للاختلاج، أو إضافة مضادات الاختلاج مؤقتًا مثل كلوباسام أو أسيتازولاميد. إذا كان هذا غير فعال، أو عندما تكون الدورة الشهرية للمرأة غير منتظمةٍ، فإن العلاج هو إيقاف الدورة الشهرية. يُمكن تحقيق ذلك باستخدام ميدروكسي بروجيستيرون أو تريبتوريلين أو غوزيريلين أو عن طريق الاستخدام المستمر لوسائل منعِ الحمل الفمويَّة.

### آلام الثدي الدورية
تبدأُ آلام الثدي الدورية عادةً قبل يومٍ أو ثلاثة أيامٍ وقد تكون بمدةٍ أكبر من بداية الدورة الشهرية وتتحسن في نهايتها، وغالبًا ما تكون في المنطقة العلوية الخارجيَّة من الثديين كليهما الأيمن والأيسر، ولكن يمكن أن تمتدَّ إلى الإبطين وإلى الذراعين أحيانًا، ولا يُعد ألم الثدي الدوري عرضًا من أعراضِ سرطان الثدي، كما لا يزيدُ خطر الإصابة بهذا السرطان، سبب الألم الدوري غير واضح، وهو شائع الحصول بين النساء إذ يصيب قرابة 30% منهنّ، ولكن من المرجح أن له علاقةً بالتغيرات التي تحدث في مستويات الهرمونات في الفترات المختلفة من الدورة الشهرية، كما قد يَكون بسبب استخدام حبوب منع الحمل أو الأدوية المعالجة الهرمونية المعوضة أو الأدوية الأخرى كبعض المضادات الحيويَّة وبعض الأدوية الخافضة لضغط الدم وبعض الأدوية النفسيَّة، وربما له علاقة أيضًا بالتدخين والكافيين والأعشاب الطبيَّة.
قد لا تكون لآلام الثدي علاقةٌ بالدورة الشهرية أو قد تستمر طوال مدتها- بمعنى أنها لا تأتي وتختفي في الفترة ما حولها-، وفي هذه الحالات قد تكون آلامًا غير دوريةٍ. آلام الثدي غير الدورية قد تُسبب لدى نسبةٍ قليلةٍ من النساء سرطان الثدي، ولكنها غالبًا ما تكون بِسبب مُشكلةٍ خارج الثدي، فقد تكون المشكلة في العضلات والأنسجة المحيطة به أو بالعمود الفقري أو بأعضاء أجهزة جسم الإنسان الأُخرى.

### السلوك الغذائي
وُجد أن النَّظام الغدائيِّ يتغير عند النساء خلال المراحل المُختلفة من الدورة الشهرية، حيث يزداد تناول الطعام بنحو 10% خلال الطُّور الأصفريّ مقارنةً بالطور الجٌريبي.
أظهرت دراسات مُختلفة أنَّه خلال الطُّور الأصفريّ تستهلك النساء المزيد من الكربوهيدرات والبروتينات والدهون وأن استهلاك الطاقة على مدار 24 ساعةً يزيد بنسبة 2.5 إلى 11.5%. قد تكون زيادة تناول الطعام خلال الطور الأصفري مُرتبطةً بزيادة تفضيل الأطعمةِ الحلوة والدهنية، والتي تحدث بشكلٍ طبيعي وتكثف خلال الطور الأصفري من الدورة الشهرية. ويرجع ذلك إلى زيادة الحاجة إلى الأيض خلال هذه المرحلة. تَميل النساء إلى الرغبة الشديدة في تناول الشوكولاتة على وجهِ الخصوص وتَزيد هذه الرّغبة خلال الطُّور الأصفريِّ.
النساء الَّتي تَُعاني من المتلازمةِ السابقة للحيض تَشتكي من التغيرات في الشهيّة طوال الدورة الشهرية أكثر من غير المصابات بالمتلازمة السابقة للحيض، قد يكون هذا بسبب الحساسية المفرطة للتغيرات في مستويات الهرمونات. النساء المصاباتِ بالمتلازمة السابقة للحيض، مثل النساء الأُخريات يَزداد لديهن مُعدّل تناول الطعام أثناء الطور الأصفري من الطور الجٌريبي. لم تجد الدراسات أي فارق لتفضيلات الطعام بين النساء المُصابات أو غير المصابات بالمُتلازمة السابقة للحيضِ.
استُخدمت مستوياتٍ مُختلفةً من هرمونات المِبيض أثناء مراحل مختلفةٍ من الدورة الشهرية لشرح التغيرات السلوكيَّة في تناول الطعام. ثبت أن البروجسترون يُعزز تخزين الدهون مِمّا يُؤدي إلى زيادة تناول الأطعمة الدهنية خلال الطور الأصفري، حيث توجد مستوياتٌ أعلى من البروجسترون. بالإضافة إلى ذلك فإنَّ الدُّوبامين يصبح غير فعّالٍ مع وجود مستوياتٍ عاليةٍ من هرمون الإستروجين فلا يستطيع الدوبامين تحويل هرمون النورإبينفرين الذي يعزّز الشهية، وهذا هو السبب في أن مستويات هرمون الاستروجين المرتفعة تؤدي إلى انخفاض الشهية. وُجد في البشر، أن مستوى هرمونات الإباضة خلال الدورة الشهرية تؤثّر على احتمالية الإفراط في تناول الطعام.
افترض أنّ استخدام حبوب منع الحمل تُؤثر على السلوك الغدائي، وذلك لأنها تقلل أو تقضي على التغيرات في مستويات الهرمونات. ُيعتبر الناقل العصبي السيروتونين وغيره مسؤولًا عن تثبيط الرغبة في الأكل والسيطرة على حجم الوجبة،، ويُنَظِّم من قِبَل هرمونات المِبيض.
يُؤثر عددٌ من العوامل على ما إذا كانت أنظمةً غذائية معينة مثل اتباع نظام غذائي، ستؤثر على الدورة الشهرية منها العمر فالنساء الأصغر سنًا أكثر عرضةً لاضطرابات الدورة الشهرية بسبب نظامهن الغذائي. يمكن أيضًا أنَّ يؤدي فقدان الوزن بشكل كبير عمومًا إلى زيادة احتمالية الإصابة باضطرابات الدورة الشهرية. أخيرًا تَتأثر الدورة الشهرية بالنظام الغذائي النباتي أكثر من تأثرها بالوجبات غير النَّباتية.

### الوزن
يُمكن للوزن أن يؤثر على الدورة الشهرية حيث أظهرت العديد من الدراسات أنَّ النِّساء التي تُعاني من السُمنة أكثر عرضةً لاضطرابات الدّورة الشهريِّة مُقارنةً بالنساء غير البَديناتِ. يحدثُ ضُعف التَبويضِ لدى النساء التي تُعاني من السُّمنة بسبب اختلالِ تنظيم محور المِهاد -النُّخامِية -المِبيض. زيادة وزن الجسم وزيادة الأنسجة الدهنية خاصةً في المنطقة الوسطى من الجسم، يمكن أن يخل بتوازن هرموناتِ الستيرويد مثل الأندروجينات والإستروجين والغلوبولين الرابط لهرمون الجنس (SHBG). تُؤدي التغييرات في الغلوبولين الرابط لهرمون الجنس أيضًا إلى تغييرٍ في إطلاق الأندروجينات والإستروجين في الأنسجة المستهدفة. أُفيد بأنَّ الوزن الزائد عاملٌ مهمٌّ في تشنجات الرحم أثناء الدورة الشهرية ويزيد من احتمال الألم لفتراتٍ طويلةٍ بالإضافةِ إلى غزارة النزيف. اضطرابات الدورة الشهرية لا تقتصر على السمنة فقط وإنَّما يُمكن لفقدان الوزن أيضًا أن يسبب في توقف الدورة الشهرية أو عدم إنتظامها، فعدم دُخول كمياتٍ كافيةٍ من السعرات الحرارية للجسم قد يسبب مشكلات في التَّبويض.

### تعاطي المخدرات
وجدت بعض الدراسات نتائج مُتَبَايِنةً حول تَأثير الدورة الشهريّة على استهلاك الكحول. ومع ذلك، هناك بعضُ الأدلة التي تُشير إلى أنَّ استهلاك الكحول يزيد بشكلٍ كبيرٍ خلال الطور الأصفرية، خاصةً إذا كان الشخص المُتعاطِي يستهلك الكحول بشكلٍ كبيرٍ، أو مُصابًا بإدمان الكحول.
يزيد مِقدار تعاطي المخدرات بشكلٍ عام مع المتلازمة السابقة للحيض، وغالبًا مع المواد المُسببة للإدمان مثل النيكوتين والتبغ والكوكايين، وهناك نظرياتٌ تزعم بأنَّ هذا المستوى الأعلى من تَعاطي المُخدرات قد يكون بسبب ضعف القدرة على ضبط النفس نتيجة لمتطلبات الأيضية العالية خلال الطور الأصفري، وهي الفترة التي تخصص فيها طاقةٌ استقلابيةٌ كبيرةٌ للمِبيِّضين. ولذلك يُمكن أن يؤدي هذا الإحتياج الأيضي المتزايد في المبيض إلى تحويل الطاقة بعيدًا عن العمليات الأخرى خلال هذه المرحلة من الدورة الشهرية ومن ثم إضعافُها.

### تأثير فيروس كورونا
أظهرت الدراسات أنّ بعض النساء اللَّواتي تعرضن للإصابة بِكوفيد-19، عانين من عدم انتظام الدورة الشهرية أو تخثرٍ غير عاديٍّ لدماء الحيض أو تفاقم متلازمة سابقة للحيض (PMS). قد لا تقتصر تغيرات الدورة الشهرية على المُصابين بكوفيد-19 فقط. يُمكن أن تحصل بعد تلقي لقاح كوفيد-19 أيضًا، وتتضمن هذه التغيرات المدة والتدفق والأعراض المصاحبة مثل الألم. يَميل الخُبراء الطبيون للاعتقاد أنّ السبب يعود إلى الجهاز المناعي في بِطانة الرحم، وحدوث ردّ فعلٍ جسديٍّ على اللقاح. ومن التفسيرات المُحتملة أيضًا الإجهاد، بحيث أنه من المعروف جيدًا بأنَّ الإجهاد يُسبب اضطرابات الدورة الشهريِّة عن طريق تشويش المهاد -الغدة النخامية -المِبيض (وهو النظام الهرموني الذي يستخدمه الدماغ للتواصل مع المِبيَّضين). لكن للآن ما يزال غير واضحٍ سبب تأثر الدورة الشهرية أثناء وبعد كوفيد-19. أو ما هي العلاقة المُحتملة بين اللقاحات وعدم انتظام الدورة الشهرية أو غَزارة نزِيفها.

## الخصوبة
الفترة الأكثر خصوبةً والتي تُعرف على أنّها الفترة التي يكون فيها أعلى احتماليَّة للحمل نتيجةً للجماع، تكون من 5 أيام قبل الإباضة إلى يوم أو يومين بعد الإباضة. في دورةٍ مُدتها 28 يومًا مع الطور الأصفري لمدة 14 يومًا.
طُورت عددٌ من الطرق لمساعدة النساء على تقييم خصوبتهنَّ نسبيًا. تُسمى الطرق التي تعتمد فقط على الحساب بالتقويم بحيث يُحسب طول الدورة الشهرية لمدة 6 أشهر بتقويم الدورة الشهرية. تُعرف الطرق التي تتطلب مراقبة واحدٍ أو أكثر من العلامات الأساسيَّة الثلاثة للخصوبة، درجة حرارة الجسم الأسّاسية والإفرازات المهبليَّة (إفرازات الرحم) ومنطقة عُنق الرحم بالطرق القائمة على الأعراض. هناك أيضًا اختباراتٌ للبول يمكنها الكشف عن وجود هرمون المُلوتِن الذي يُفرز قبل الإباضة بـ24 إلى 36 ساعةٍ؛ تُعرف هذه الاختبارات باسم اختبارات الإباضة، وهي متوفرةٌ بدون وصفةٍ طبيةٍ في معظم متاجر البقالة. هناك أيضًا أجهزةٌ إلكترونيةٌ يمكنها قياس درجة حرارة الجسم الأساسية أو نتائج اختبار البول أو التغيرات في اللعاب.
تتأثرُ خصوبة المرأة أيضًا بعمرها. نظرًا لأن إجمالي كمية البويضات لدى المرأة تتشكل وهي لا تزال جنينًا،
ولا تبدأ الإباضة إلا بعد عقودٍ فيعتقدُ بأنَّ هذا الوقت الطويل قد يجعل كروماتين البويضات أكثر عرضةً لمشاكل الانقسام والتحلل والطفرة من الكروماتين في الحيوانات المنويَّة الذي ينتج بشكلٍ مستمرٍّ طوال الحياة الإنجابية للرجل.
ترتبط دورة الشهرية الأطول عمومًا بمعدلات حملٍ أعلى ومُعدلاتٍ أعلى للولادات الناجحةِ.

### وسائل منع الحمل الهرمونية
تمنع وسائل منع الحمل الهرمونيَّة الحمل عن طريق تثبيط إفراز الهُرمونات، الهرمون المنبِّه لِلجَرِيبِ وهرمون الملوتن والهرمون المطلق لموجة الغدَدِ التناسُليّةِ. موانع الحمل الهرمونية التي تحتوي على هرمون الإستروجين والتي تُؤخذ عن طريق الفم مثل حبوب منع الحمل المركبة (COCs، يشار إليها غالبًا باسم حبوب منع الحمل) توقف نموُّ الجرِيب المُهيمن واندفاع هرمون المُلوتن في منتصف الدورة ومن ثم الإباضة، يمكن للجرعة المتسلسلة من COC وإيقافها أن تحاكي دورة الرحم وينتج نزيفًا يُشبه الدورة الشهرية. في بعض الحالات يكون هذا النزيف أخفَّ.
موانع الحمل الهُرمونية التي تحتوي على البروجستين فقط لا تمنع الإباضة دائمًا ولكنها تعمل بدلًا من ذلك على منع مخاط الرحم من أن يندمج مع الحيوانات المنوية. تتوفر وسائل منع الحمل الهرمونية بأشكالٍ مُختلفةٍ مثل الحبوب واللاَّصقات والزراعة تحت الجلد والأجهزة الهرمونية داخل الرحم (IUDs).

### المنع بالرضاعة الطبيعية
تعملُ الرضاعة الطبيعة على تثبيط إفراز الهُرمون المطلق لموجهة الغدد التناسلية والهرمون المنشط للجسم الأصفر بِطريقة التغذية الراجعة السلبية، وإذا ما كان مِقدار هذا التثبيط كافيًا فإنَّه يُؤدي إلى وقف نموُّ الجرِيبات ومنع التبويض ما يجعل من الرضاعة الطبيعية وسيلةً طبيعيةً لمنع الحمل وتحديد النسل.
يُمكن للرِّضاعة الطبيعة إذا ما طُبقت بطريقةٍ مثاليةٍ أن تمنع الحمل بنسبة 98% في أول ستة شهورٍ بعد الولادة، ويُشترط لذلك أمورٌ منها أن يعتمد المولود في غذائه اعتمادًا كليًا على الرضاعةِ الطبيعية، وذلك لأنَّ استخدام بدائِل حليب الأم في تغذية الرضيع يُضعف من فعالية الرضاعة الطبيعية في منع الحمل، ويُشترط كذلك أن تتم الرضاعة مرةً كُل أربع ساعات في النهار وكل سِت ساعاتٍ في الليل على الأقل، فكلما زاد عدد الرضعاتِ كُلما ازدادت احتمالية نجاح الرضاعة الطبيعة في منع التبويض ومن ثم منع الحمل.
تستأنف المرأة دورتها الشهرية إذا ما أتمّت رضاعة مولودها في المتوسط بعد 14 أشهرٍ ونصف الشهر من الولادة، لكن النساء يختلفن فيما بينهن في ذلك بشكلٍ واضحٍ، فقد تعُود الدورة إلى بعضهنّ بعد الولادة بشهرين، والبعض الآخر قد يستمر لديهنّ انقطاع الدورة الشهرية لما قد يصل إلى 42 شهرٍ من بعد الولادة.

## العلاقة بالثقافة والمجتمع
لا تزالُ الثقافات في جميع أنحاء العالم تَحط من قدر الدورة الشهري، وتعتبر دم الحيض قذرًا وغير نقيٍّ، والحيض بحد ذاته كموضوع محظور. وعلى الرغم من أنَّ هذه العملية البيُولوجيَّة تُؤثر على حوالي نصف سُكان العالم، إلَّا أنَّ هناك العديد من الخُرافات والمفاهيم الخاطئة الصغيرة المُتعلقة بالحيض والتي لا تزال متداولةً في جميع أنحاء العالم.
في بعضِ الثقافات التاريخِيِّة، كانت المرأة الحائضة تعتبر مقدسةً وقويةً، وبإمكانها شفاءُ المرضى. ووفقًا لشعب شِيروكي، كان دم الحيض مصدرًا للقوة الأنثوية ولديه القدرة على القضاء على الأعداء. في روما القديمة كتب بلينيوس الأكبر أنَّ المرأة الحائِضة التي تكشف عن جسدها يمكن أن تخيف عواصف البرد والزوابع والبرق. إذا جردت ملابسها وتجولت في الحقل، فإن اليرقات والدِّيدان والخنافس تسقط من سَنابل الذُّرة. في أفريقيا، يُستخدم دم الحيض في أقوى التعويذات السحرية من أجل التطهير والتدمير. تشرح أساطير المايا أصل الحيض كعقوبةٍ لانتهاك القواعد الاجتماعية التي تحكم التحالف الزوجيَّ. يتحول دم الحيض إلى ثعابين وحشراتٍ تُستخدم في السِّحر الأسود، قبل أن تولد منه إِلهة القمر المايا.
في نيبال وعلى الرَّغم من أن هذه الممارسة الآن غير قانونيةٍ، إلا أنّه لا يزال لديها ما يُسمى أكواخ الحيض، حيث تقضي النساء في فترة الحيض الأيام التي ينزفن فيها في عزلةٍ تامةٍ. هناك اعتقادٌ شائعٌ أن الاستحمام أثناء الدورة الشهرية غير آمنٍ، على افتراض أنّه قد يتسبب في نزفٍ حادٍّ أو قد يُؤدي إلى العكس ويمنع تدفق الدماء بصورةٍ طبيعيةٍ. كما يعتقد أن ممارسة الرياضة وقت الدورة الشهري من شأنّه أن يؤثر سلبًا على تدفق دم ويسبب الآلام، يزعم أيضًا بأنّ النساء اللَّواتي يشتركنَ بالسكن، تتزامن دوراتهن الطمثية، مقارنةً بالوقت قبل أن يسكنَّ معًا وهو ما يُسمى بتزامن الحيض. لكن خلصت دراسةٌ لعام 2013 أنّ فكرة تزامن الحيض غير صحيحةٍ.

### الأثر على عمل المرأة
شرعت بعض الدول -معظهما دول آسيوية- إجازة خاصةً تسمح للمرأة العاملة بأخذ إجازةٍ مدفوعةٍ أو غير مدفوعة الأجر في فترة حيضهنّ، ومن الأمثلة على هذه الدول اليابان وكوريا الجنوبية وإندونيسيا وتايوان والفلبين. لكن تبقى هذه الإجازة قضيةً خلافيَّةً خاصةً وأن البعض يعتبرها تمييزًا على أساس الجنس أو يعتقد أنَّها تُقلل من كفاءَة العمل.

## التطور والأنواع الأخرى
مُعظم إناث الثدييات لديها دورة وداقية، لكن فقط عشرةُ أنواع من الرَّئيسيَّات وأربعة أنواع من الخفافيش وزِبَّابَات الفِيل والفأر الشوكي لديهم دورة شهريةٌ. الدورات هي نفسها عند البشر باستثناء الطول الذي يتراوح بين 21 و37 يومًا. يُشير عدم وجود علاقة مباشرةٍ بين هذه المجموعات إلى أن أربعة مَجرَيَات تطورية متميزة تسببت في ظهور الحيض. وفي الأنواع التي لديها دورة شهرية، لا تكون الإباضة واضحة للأزواج المحتملين ولا يوجد موسم للتزاوج. هناك أربع نظريات حول الأهمية التطورية للحيض:
1. السيطرة على مسببات الأمراض التي تنقلها الحيوانات المنوية.[149][150][151] اقتضت هذه الفرضية أنَّ الحيض يحمي الرحم من مُسببات الأمراض التي تسببها الحيوانات المنوية. الفرضية 1 لا تَأخذ في الاعتبار أن الجماع يُمكن أن يحدث قبل أسابيع من الحيض وأنّ السائل المنوي الذي يُحتمل أن يكون معديًا لا يتحكم فيه الحيض.[146]
2. الحفاظ على الطاقة.[150][152] وتدعي هذه الفرضية أن إعادة بناء بطانة الرحم تتطلب طاقةً أقل من الحفاظ عليها إذا لم يحدث الحمل. ولا تفسر الفرضية 2 الأنواع الأخرى التي لا تحافظ أيضًا على بطانة الرحم ولكنها لا تحيض.[146]
3. نظرية تستند إلى تشكل الغشاء الساقط (وهي العملية التي تؤدي إلى تغييرات كبيرة في خلايا بطانة الرحم استعدادًا للحمل وأثناء الحمل، حيث تتغير بطانة الرحم إلى الغشاء الساقط). يُؤدي تشكل الغشاء الساقط إلى نمو البطانة، التي تتضمن خلايا الجهاز المناعي،[145] وتُكوّن إمدادات دموية جديدة والهرمونات وتميز الأنسجة. في الثدييات التي لا تحيض، يكون الدافع وراء تشكل الغشاء الساقط هو الجنين وليس الأم.[150] وقد تطور في بعض الثدييات المشيميِّة لأنه يعطي مزايا من حيث أنه يسمح للإناث بالاستعداد للحمل دون الحاجة إلى تحفيز من الجنين.[146] تذعن الفرضية 3 إلى تفسير الأصل التطوري لتشكل الغشاء الساقط ولا تفسر تطور الحيض وحده.[146]
4. التكييف المسبق للرحم[153] تدعي هذه الفرضية أنّ هناك حاجة إلى تكييف الرحم المسبق شهريًا لدى الأجْناس مثل البشر، التي لديها مشيمة شديدة العمق (مُستَحكَمة). في العملية التي تؤدي إلى تشكيل المشيمة، مغيرة أنسجة الأم. تؤكد هذه الفرضية أن الحيض لم يكن تطوريًا، بل كان نتيجة لتكييف الرحم المسبق لحماية أنسجة الرحم من الجذور العميقة للمشيمة، التي تتطور فيها بطانة الرحم السميكة.[153] لا تفسر الفرضية 4 الحيض في غير الرئيسيات.[146]

## الهوامش
- «1»: الدورة الشهرية[ar 9] (بالإنجليزية: Menstrual cycle) تُسمى أيضًا دورة حيضية[ar 10] أو دورة طمثية.[ar 11]

### بِاللُغة العربيَّة
1. ↑  د. أسيل عبويني (5 نوفمبر 2020). "الحالة النفسية للمرأة أثناء الدورة الشهرية". ويب طب. مؤرشف من الأصل في 2021-08-08. اطلع عليه بتاريخ 2021-08-08.
2. ↑  "ألم الثدي الدوري". موسوعة الملك عبد الله بن عبد العزيز العربية للمحتوى الصحي. 22 فبراير 2012. مؤرشف من الأصل في 2017-11-11. اطلع عليه بتاريخ 2016-04-07.
3. ↑  سلام عمر (4 يناير 2021). "ألم الثدي قبل الدورة". ويب طب. مؤرشف من الأصل في 2021-08-07. اطلع عليه بتاريخ 2021-08-06.
4. ↑  "آلام الثدي". mayoclinic. مؤرشف من الأصل في 2021-08-07. اطلع عليه بتاريخ 2021-08-06.
5. ↑  رهام دعباس (22 أبريل 2019). "أسباب عدم انتظام الدورة الشهرية". ويب طب. مؤرشف من الأصل في 2021-01-27. اطلع عليه بتاريخ 2021-08-11.
6. ↑  ريتشل شراير وأولغا روبنسون (13 مايو 2021). "لقاح كورونا: أخبار مضللة جديدة تزعم أن للقاح كوفيد تأثيرا على الدورة الشهرية". بي بي سي. مؤرشف من الأصل في 2021-08-09. اطلع عليه بتاريخ 2021-08-09.
7. ↑  "أحدث أعراض لقاح كورونا.. تغيرات مؤقتة في الطمث!". dw. 17.05.2021. مؤرشف من الأصل في 9 أغسطس 2021. اطلع عليه بتاريخ 9 أغسطس 2021. {{استشهاد ويب}}: تحقق من التاريخ في: |تاريخ= (مساعدة)
8. ↑  "الاستحمام أثناء الدورة الشهرية: خرافات لا تصدقها". ويب طب. 27 أكتوبر 2020. مؤرشف من الأصل في 2021-08-06. اطلع عليه بتاريخ 2021-08-06.
9. ↑  أيمن الحسيني (1996). قاموس ابن سينا الطبي: قاموس طبي علمي مصور (بالعربية والإنجليزية). مراجعة: عز الدين نجيب. القاهرة: مكتبة ابن سينا. ص. 225. ISBN:978-977-271-202-1. OCLC:4770172048. QID:Q113472538.
10. ↑  "المعجم الطبي الموحد" (بالإنجليزية والعربية). مؤرشف من الأصل في 2021-04-21. اطلع عليه بتاريخ 2021-08-12.
11. ↑  محمد مرعشي (2003). معجم مرعشي الطبي الكبير (بالعربية والإنجليزية). بيروت: مكتبة لبنان ناشرون. ص. 485. ISBN:978-9953-33-054-9. OCLC:4771449526. QID:Q98547939.

### بِاللُغة الإنجليزيِّة
1. 1 2  مذكور في: Gene Ontology release 2019-10-07. الوصول: 12 أكتوبر 2019. مُعرِّف علم وجود المورثات (GO): GO:0044850. تاريخ النشر: 7 أكتوبر 2019.
2. ↑  Dr. Chukwudi Ekomaru (19 Aug 2019). "What happens during your period - Anatomy Snippets" (بالإنجليزية). 3d4medical. Archived from the original on 2021-07-23. Retrieved 2021-07-25.{{استشهاد ويب}}:  صيانة الاستشهاد: مكان (link)
3. ↑  Silverthorn، Dee Unglaub (2013). Human Physiology: An Integrated Approach (ط. 6th). Glenview, IL: Pearson Education. ص. 850–890. ISBN:0-321-75007-1.
4. ↑  "Menstruation (period or menstrual cycle)" (بالإنجليزية). healthengine. 31 Mar 2006. Retrieved 2021-07-24.
5. 1 2 3  "Menstruation and the menstrual cycle fact sheet". Office of Women's Health: US Department of Health and Human Services. 23 ديسمبر 2014. مؤرشف من الأصل في 2015-06-26. اطلع عليه بتاريخ 2015-06-25.
6. ↑  Klump KL, Keel PK, Racine SE, Burt SA, Burt AS, Neale M, Sisk CL, Boker S, Hu JY (فبراير 2013). "The interactive effects of estrogen and progesterone on changes in emotional eating across the menstrual cycle". J Abnorm Psychol. ج. 122 ع. 1: 131–7. DOI:10.1037/a0029524. PMC:3570621. PMID:22889242.{{استشهاد بدورية محكمة}}:  صيانة الاستشهاد: أسماء متعددة: قائمة المؤلفين (link)
7. ↑  "Overview-Periods" (بالإنجليزية). Archived from the original on 2022-11-17. Retrieved 2021-07-25.
8. ↑  Baca-García E، Diaz-Sastre C، Ceverino A، Saiz-Ruiz J، Diaz FJ، de Leon J (2003). "Association between the menses and suicide attempts: a replication study". Psychosom Med. ج. 65 ع. 2: 237–44. DOI:10.1097/01.PSY.0000058375.50240.F6. PMID:12651991.
9. ↑  Kristin H. Lopez (2013). Human Reproductive Biology. Academic Press. ص. 53. ISBN:9780123821850. مؤرشف من الأصل في 2021-07-25.
10. ↑  Richards JS (2018). "The ovarian cycle". Vitamins and Hormones (Review). ج. 107: 1–25. DOI:10.1016/bs.vh.2018.01.009. ISBN:978-0-128-14359-9. PMID:29544627.
11. 1 2 3  Tortora 2017، صفحة 944.
12. ↑  Prior 2020، صفحة 42.
13. 1 2 3 4 5 6  Reed BF، Carr BR، Feingold KR، وآخرون (2018). The Normal Menstrual Cycle and the Control of Ovulation (Review). PMID:25905282. مؤرشف من الأصل في 2021-05-28. اطلع عليه بتاريخ 2021-01-08. {{استشهاد بكتاب}}: تجاهل المحلل الوسيط |صحيفة= (مساعدة)
14. ↑  Kippley، John؛ Kippley، Sheila (1996). The Art of Natural Family Planning (ط. 4th). Cincinnati: The Couple to Couple League. ص. 92. ISBN:978-0-926412-13-2. مؤرشف من الأصل في 2022-03-03.
15. ↑  Women's Gynecologic Health. Jones & Bartlett Publishers. 2011. ص. 94. ISBN:9780763756376. مؤرشف من الأصل في 2019-06-03.
16. ↑  Prior 2020، صفحة 40.
17. ↑  Lacroix AE، Gondal H، Langaker MD (2020). "Physiology, menarche". StatPearls [Internet]. Treasure Island (FL): StatPearls Publishing (Review). PMID:29261991.
18. 1 2  Rodriguez-Landa 2017، صفحة 8.
19. 1 2  Papadimitriou A (ديسمبر 2016). "The evolution of the age at menarche from prehistorical to modern times". Journal of Pediatric and Adolescent Gynecology (Review). ج. 29 ع. 6: 527–30. DOI:10.1016/j.jpag.2015.12.002. PMID:26703478.
20. ↑  "Clinical topic - Menopause". NHS. مؤرشف من الأصل في 2013-02-22. اطلع عليه بتاريخ 2009-11-02.
21. ↑  Beyene، Yewoubdar (1989). From Menarche to Menopause: Reproductive Lives of Peasant Women in Two Cultures. Albany, NY: State University of New York Press. ISBN:0-88706-866-9.
22. ↑  Shuman، Tracy (فبراير 2006). "Your Guide to Menopause". WebMD. مؤرشف من الأصل في 2007-01-27. اطلع عليه بتاريخ 2006-12-16.
23. 1 2  Sherwood 2016، صفحة 741.
24. ↑  Sherwood 2016، صفحة 747.
25. 1 2  Tortora 2017، صفحة 957.
26. 1 2  Tortora 2017، صفحة 929.
27. ↑  Prior 2020، صفحة 41.
28. 1 2 3  Tortora 2017، صفحات 942–46.
29. 1 2 3 4  Prior 2020، صفحة 45.
30. ↑  Norris & Carr 2013، صفحة 361.
31. ↑  Ugwumadu 2014، صفحة 115.
32. 1 2  Watchman 2020، صفحة 8.
33. ↑  Schmerler S، Wessel GM (يناير 2011). "Polar bodies – more a lack of understanding than a lack of respect". Molecular Reproduction and Development (Review). ج. 78 ع. 1: 3–8. DOI:10.1002/mrd.21266. PMC:3164815. PMID:21268179.
34. 1 2 3 4  Tortora 2017، صفحة 945.
35. ↑  Johnson 2007، صفحة 86.
36. 1 2 3  Tortora 2017، صفحة 942.
37. ↑  Sherwood 2016، صفحة 745.
38. 1 2  Tortora 2017، صفحة 943.
39. ↑  Sadler 2019، صفحة 48.
40. ↑  Tortora 2017، صفحة 953.
41. ↑  Sherwood 2016، صفحة 746.
42. ↑  Alberts B، Johnson A، Lewis J، Raff M، Roberts K، Walter P (2002). "Eggs". Molecular Biology of the Cell (ط. 4th). New York: Garland Science. ISBN:0-8153-3218-1. مؤرشف من الأصل في 2019-12-16. اطلع عليه بتاريخ 2021-02-25.
43. ↑  Iussig B، Maggiulli R، Fabozzi G، Bertelle S، Vaiarelli A، Cimadomo D، Ubaldi FM، Rienzi L (مايو 2019). "A brief history of oocyte cryopreservation: Arguments and facts". Acta Obstetricia et Gynecologica Scandinavica (Review). ج. 98 ع. 5: 550–58. DOI:10.1111/aogs.13569. PMID:30739329.
44. 1 2  Parker 2019، صفحة 283.
45. ↑  Johnson 2007، صفحات 192–93.
46. ↑  Johnson 2007، صفحة 192.
47. ↑  Sadler 2019، صفحة 36.
48. ↑  Tortora 2017، صفحة 959.
49. ↑  Tortora 2017، صفحة 976.
50. ↑  Johnson 2007، صفحة 91.
51. ↑  King SR، LaVoie HA (يناير 2012). "Gonadal transactivation of STARD1, CYP11A1 and HSD3B". Frontiers in Bioscience (Landmark Edition). ج. 17: 824–46. DOI:10.2741/3959. PMID:22201776.
52. 1 2  Ugwumadu 2014، صفحة 117.
53. ↑  Salamonsen LA (ديسمبر 2019). "Women in reproductive science: Understanding human endometrial function". Reproduction (Cambridge, England) (Review). ج. 158 ع. 6: F55–F67. DOI:10.1530/REP-18-0518. PMID:30521482.
54. ↑  Ibitoye M، Choi C، Tai H، Lee G، Sommer M (2017). "Early menarche: A systematic review of its effect on sexual and reproductive health in low- and middle-income countries". PLOS ONE (Review). ج. 12 ع. 6: e0178884. Bibcode:2017PLoSO..1278884I. DOI:10.1371/journal.pone.0178884. PMC:5462398. PMID:28591132.{{استشهاد بدورية محكمة}}:  صيانة الاستشهاد: دوي مجاني غير معلم (link)
55. ↑  Sultan C، Gaspari L، Maimoun L، Kalfa N، Paris F (أبريل 2018). "Disorders of puberty" (PDF). Best Practice & Research. Clinical Obstetrics & Gynaecology (Review). ج. 48: 62–89. DOI:10.1016/j.bpobgyn.2017.11.004. PMID:29422239. مؤرشف (PDF) من الأصل في 2020-07-01. اطلع عليه بتاريخ 2021-02-27.
56. ↑  Mumby، HS؛ Elks، CE؛ Li، S؛ Sharp، SJ؛ Khaw، KT؛ Luben، RN؛ Wareham، NJ؛ Loos، RJ؛ Ong، KK (2011). "Mendelian Randomisation Study of Childhood BMI and Early Menarche". Journal of obesity. ج. 2011: 180729. DOI:10.1155/2011/180729. PMC:3136158. PMID:21773002.{{استشهاد بدورية محكمة}}:  صيانة الاستشهاد: دوي مجاني غير معلم (link)
57. ↑  "Global, regional, and national prevalence of overweight and obesity in children and adults during 1980—2013: a systematic analysis for the Global Burden of Disease Study 2013". The Lancet. ج. 384 ع. 9945: 766–781. 29 مايو 2014. DOI:10.1016/S0140-6736(14)60460-8. مؤرشف من الأصل في 2020-01-08.
58. ↑  Alvergne A، Högqvist Tabor V (يونيو 2018). "Is female health cyclical? Evolutionary perspectives on menstruation". Trends in Ecology & Evolution (Review). ج. 33 ع. 6: 399–414. arXiv:1704.08590. DOI:10.1016/j.tree.2018.03.006. PMID:29778270. S2CID:4581833.
59. ↑  Boaz N. T. (1999): Essentials of biological anthropology. Prentice Hall, New Jersey, ISBN 0-13-080793-1.
60. ↑  Johnson 2007، صفحة 152.
61. ↑  Johnson 2007، صفحة 99.
62. ↑  Breeze C (مايو 2016). "Early pregnancy bleeding". Australian Family Physician (Review). ج. 45 ع. 5: 283–86. PMID:27166462.
63. ↑  Towner MC، Nenko I، Walton SE (أبريل 2016). "Why do women stop reproducing before menopause? A life-history approach to age at last birth". Philosophical Transactions of the Royal Society of London. Series B, Biological Sciences (Review). ج. 371 ع. 1692: 20150147. DOI:10.1098/rstb.2015.0147. PMC:4822427. PMID:27022074.
64. ↑  Harvey LJ، Armah CN، Dainty JR، Foxall RJ، John Lewis D، Langford NJ، Fairweather-Tait SJ (أكتوبر 2005). "Impact of menstrual blood loss and diet on iron deficiency among women in the UK". The British Journal of Nutrition (Comparative study). ج. 94 ع. 4: 557–64. DOI:10.1079/BJN20051493. PMID:16197581.
65. ↑  Prior JC (2020). "Women's reproductive system as balanced estradiol and progesterone actions—A revolutionary, paradigm-shifting concept in women's health". Drug Discovery Today: Disease Models. 32, Part B: 31–40. مؤرشف من الأصل في 2021-05-28. اطلع عليه بتاريخ 2021-04-22.
66. ↑  Simmons RG، Jennings V (يوليو 2020). "Fertility awareness-based methods of family planning". Best Practice & Research. Clinical Obstetrics & Gynaecology (Review). ج. 66: 68–82. DOI:10.1016/j.bpobgyn.2019.12.003. PMID:32169418.
67. ↑  Tortora 2017، صفحات 936–37.
68. 1 2  Su HW، Yi YC، Wei TY، Chang TC، Cheng CM (سبتمبر 2017). "Detection of ovulation, a review of currently available methods". Bioeng Transl Med (Review). ج. 2 ع. 3: 238–46. DOI:10.1002/btm2.10058. PMC:5689497. PMID:29313033.
69. ↑  Lessey BA، Young SL (أبريل 2019). "What exactly is endometrial receptivity?". Fertility and Sterility (Review). ج. 111 ع. 4: 611–17. DOI:10.1016/j.fertnstert.2019.02.009. PMID:30929718.
70. ↑  Salamonsen LA، Evans J، Nguyen HP، Edgell TA (مارس 2016). "The microenvironment of human implantation: determinant of reproductive success". American Journal of Reproductive Immunology (Review). ج. 75 ع. 3: 218–25. DOI:10.1111/aji.12450. PMID:26661899.
71. ↑  Han L، Taub R، Jensen JT (نوفمبر 2017). "Cervical mucus and contraception: what we know and what we don't". Contraception (Review). ج. 96 ع. 5: 310–321. DOI:10.1016/j.contraception.2017.07.168. PMID:28801053.
72. ↑  Charkoudian N، Hart EC، Barnes JN، Joyner MJ (يونيو 2017). "Autonomic control of body temperature and blood pressure: influences of female sex hormones" (PDF). Clinical Autonomic Research (Review). ج. 27 ع. 3: 149–55. DOI:10.1007/s10286-017-0420-z. PMID:28488202. S2CID:3773043. مؤرشف (PDF) من الأصل في 2020-05-10. اطلع عليه بتاريخ 2021-02-27.
73. ↑  Tortora 2017، صفحة 600.
74. 1 2  Liu AY، Petit MA، Prior JC (2020). "Exercise and the hypothalamus: ovulatory adaptations". Endocrinology of Physical Activity and Sport. Springer International Publishing. ص. 124–47. DOI:10.1007/978-3-030-33376-8_8. ISBN:978-3-030-33376-8. {{استشهاد بكتاب}}: تجاهل المحلل الوسيط |عمل= (مساعدة)
75. ↑  Prior 2020، صفحة 46.
76. ↑  Elmaoğulları S، Aycan Z (يوليو 2018). "Abnormal uterine bleeding in adolescents". Journal of Clinical Research in Pediatric Endocrinology. ج. 10 ع. 3: 191–97. DOI:10.4274/jcrpe.0014. PMC:6083466. PMID:29537383.
77. ↑  Prior 2020، صفحة 44.
78. ↑  Hernandez-Rey، AE (2 أغسطس 2018). "Anovulation". Medscape: Medscape LLC. مؤرشف من الأصل في 2021-03-20. اطلع عليه بتاريخ 2021-03-30.
79. ↑  Prior 2020، صفحة 50.
80. 1 2  Gudipally PR، Sharma GK (2020). "Premenstrual syndrome". StatPearls [Internet] (Review). PMID:32809533.
81. ↑  Ferries-Rowe E، Corey E، Archer JS (نوفمبر 2020). "Primary Dysmenorrhea: Diagnosis and Therapy". Obstetrics and Gynecology. ج. 136 ع. 5: 1047–1058. DOI:10.1097/AOG.0000000000004096. PMID:33030880.
82. ↑  Nagy H، Khan MA (2020). "Dysmenorrhea". StatPearls (Review). PMID:32809669.
83. ↑  Baker FC، Lee KA (سبتمبر 2018). "Menstrual cycle effects on sleep". Sleep Medicine Clinics (Review). ج. 13 ع. 3: 283–94. DOI:10.1016/j.jsmc.2018.04.002. PMID:30098748.
84. ↑  Maddern J، Grundy L، Castro J، Brierley SM (2020). "Pain in endometriosis". Frontiers in Cellular Neuroscience. ج. 14: 590823. DOI:10.3389/fncel.2020.590823. PMC:7573391. PMID:33132854.{{استشهاد بدورية محكمة}}:  صيانة الاستشهاد: دوي مجاني غير معلم (link)
85. ↑  "Menstruation and the menstrual cycle fact sheet". Office of Women's Health. 23 ديسمبر 2014. مؤرشف من الأصل في 2016-02-21. اطلع عليه بتاريخ 2015-06-25.
86. ↑  Matteson KA، Zaluski KM (سبتمبر 2019). "Menstrual health as a part of preventive health care". Obstetrics and Gynecology Clinics of North America (Review). ج. 46 ع. 3: 441–53. DOI:10.1016/j.ogc.2019.04.004. PMID:31378287.
87. ↑  Schmidt PJ، Nieman LK، Danaceau MA، Adams LF، Rubinow DR (januar 1998). "Differential behavioral effects of gonadal steroids in women with and in those without premenstrual syndrome". N. Engl. J. Med. ج. 338 ع. 4: 209–16. DOI:10.1056/NEJM199801223380401. PMID:9435325. {{استشهاد بدورية محكمة}}: تحقق من التاريخ في: |تاريخ= (مساعدة)
88. ↑  Jayne Leonard (15 يناير 2020). "Depression during period: Everything you need to know". medicalnewstoday. مؤرشف من الأصل في 2021-08-08. اطلع عليه بتاريخ 2021-08-06.
89. 1 2  Else-Quest & Hyde 2021، صفحات 258–61.
90. ↑  Carmichael MA، Thomson RL، Moran LJ، Wycherley TP (فبراير 2021). "The impact of menstrual cycle phase on athletes' performance: a narrative review". Int J Environ Res Public Health (Review). ج. 18 ع. 4. DOI:10.3390/ijerph18041667. PMC:7916245. PMID:33572406.{{استشهاد بدورية محكمة}}:  صيانة الاستشهاد: دوي مجاني غير معلم (link)
91. ↑  Pletzer B، Harris TA، Scheuringer A، Hidalgo-Lopez E (أكتوبر 2019). "The cycling brain: menstrual cycle related fluctuations in hippocampal and fronto-striatal activation and connectivity during cognitive tasks". Neuropsychopharmacology. ج. 44 ع. 11: 1867–75. DOI:10.1038/s41386-019-0435-3. PMC:6785086. PMID:31195407.
92. ↑  Le J، Thomas N، Gurvich C (مارس 2020). "Cognition, the menstrual cycle, and premenstrual disorders: a review". Brain Sci (Review). ج. 10 ع. 4. DOI:10.3390/brainsci10040198. PMC:7226433. PMID:32230889.{{استشهاد بدورية محكمة}}:  صيانة الاستشهاد: دوي مجاني غير معلم (link)
93. ↑  Kruszka PS، Kruszka SJ (يوليو 2010). "Evaluation of acute pelvic pain in women". Am Fam Physician (Review). ج. 82 ع. 2: 141–47. PMID:20642266. مؤرشف من الأصل في 2021-01-27. اطلع عليه بتاريخ 2021-03-04.
94. ↑  Cleary M، Flanagan KW (2019). Acute and Emergency Care in Athletic Training. Human Kinetics. ص. 340.
95. ↑  Brott NR، Le JK (2020). "Mittelschmerz". Stat Pearls [Internet] (Review). PMID:31747229. مؤرشف من الأصل في 2021-05-28. اطلع عليه بتاريخ 2021-03-04.
96. ↑  Talsania M، Scofield RH (مايو 2017). "Menopause and rheumatic disease". Rheumatic Diseases Clinics of North America (Review). ج. 43 ع. 2: 287–302. DOI:10.1016/j.rdc.2016.12.011. PMC:5385852. PMID:28390570.
97. ↑  Maguire MJ، Nevitt SJ (أكتوبر 2019). "Treatments for seizures in catamenial (menstrual-related) epilepsy". The Cochrane Database of Systematic Reviews. ج. 10: CD013225. DOI:10.1002/14651858.CD013225.pub2. PMC:6953347. PMID:31608992.
98. ↑  Sveinsson O، Tomson T (سبتمبر 2014). "Epilepsy and menopause: potential implications for pharmacotherapy". Drugs & Aging. ج. 31 ع. 9: 671–75. DOI:10.1007/s40266-014-0201-5. PMID:25079452.
99. ↑  Laurie Ray (23 Apr 2019). "Breast pain and the menstrual cycle" (بالإنجليزية). helloclue. Archived from the original on 2021-08-07. Retrieved 2021-08-06.
100. 1 2  Staradub, V.L. (2015). Patient information: Common breast problems (Beyond the Basics). In D.S. Basow (Ed.), UpToDate. Retrieved in April 7, 2016. نسخة محفوظة 04 مايو 2017 على موقع واي باك مشين.
101. 1 2 3 4  Dye, L.; Blundell, J. E. (1 Jun 1997). "Menstrual cycle and appetite control: implications for weight regulation". Human Reproduction (بالإنجليزية). 12 (6): 1142–1151. DOI:10.1093/humrep/12.6.1142. ISSN:0268-1161. PMID:9221991. Archived from the original on 2020-02-24. {{استشهاد بدورية محكمة}}: |archive-date= / |archive-url= timestamp mismatch (help)
102. 1 2 3  Buffenstein، Rochelle؛ Poppitt، Sally D.؛ McDevitt، Regina M.؛ Prentice، Andrew M. (1 ديسمبر 1995). "Food intake and the menstrual cycle: A retrospective analysis, with implications for appetite research". Physiology & Behavior. ج. 58 ع. 6: 1067–1077. DOI:10.1016/0031-9384(95)02003-9. مؤرشف من الأصل في 2012-12-24.
103. 1 2 3  Davidsen, L.; Vistisen, B.; Astrup, A. (7 Aug 2007). "Impact of the menstrual cycle on determinants of energy balance: a putative role in weight loss attempts". International Journal of Obesity (بالإنجليزية). 31 (12): 1777–1785. DOI:10.1038/sj.ijo.0803699. ISSN:0307-0565. Archived from the original on 2017-06-18.
104. 1 2 3 4  Gailliot، Matthew T.؛ Hildebrandt، Britny؛ Eckel، Lisa A.؛ Baumeister، Roy F. "A theory of limited metabolic energy and premenstrual syndrome symptoms: Increased metabolic demands during the luteal phase divert metabolic resources from and impair self-control". Review of General Psychology. ج. 14 ع. 3: 269–282. DOI:10.1037/a0018525. مؤرشف من الأصل في 2021-08-12.
105. ↑  Wurtman، Judith J.؛ Brzezinski، Amnon؛ Wurtman، Richard J.؛ Laferrere، Blandine. "Effect of nutrient intake on premenstrual depression". American Journal of Obstetrics and Gynecology. ج. 161 ع. 5: 1228–1234. DOI:10.1016/0002-9378(89)90671-6. مؤرشف من الأصل في 2019-03-30.
106. ↑  Klump، K. L.؛ Keel، P. K.؛ Culbert، K. M.؛ Edler، C. (1 ديسمبر 2008). "Ovarian hormones and binge eating: exploring associations in community samples". Psychological Medicine. ج. 38 ع. 12: 1749–1757. DOI:10.1017/S0033291708002997. ISSN:1469-8978. PMC:2885896. PMID:18307829. مؤرشف من الأصل في 2020-02-24.
107. ↑  Blundell، J. E. (1 ديسمبر 1984). "Serotonin and appetite". Neuropharmacology. ج. 23 ع. 12, Part 2: 1537–1551. DOI:10.1016/0028-3908(84)90098-4. مؤرشف من الأصل في 2020-03-12. {{استشهاد بدورية محكمة}}: |archive-date= / |archive-url= timestamp mismatch (مساعدة)
108. ↑  Bethea، C. L.؛ Gundlah، C.؛ Mirkes، S. J. (1 يناير 2000). "Ovarian steroid action in the serotonin neural system of macaques". Novartis Foundation Symposium. ج. 230: 112–130, discussion 130-133. ISSN:1528-2511. PMID:10965505. مؤرشف من الأصل في 2016-09-19.
109. ↑  Endocrinol Metab (2017 Jun 23). "Body Weight Changes in Obese Women and Menstruation" (بالإنجليزية). Archived from the original on 2021-08-12. Retrieved 11 أغسطس 2021. {{استشهاد ويب}}: تحقق من التاريخ في: |تاريخ= (help)
110. ↑  Dr. Vedrana Högqvist Tabor (18 Nov 2015). "How weight, height, and age affect your menstrual cycle" (بالإنجليزية). helloclue. Archived from the original on 2021-08-11. Retrieved 2021-08-11.
111. ↑  Carroll, Haley A.; Lustyk, M. Kathleen B.; Larimer, Mary E. (21 Aug 2015). "The relationship between alcohol consumption and menstrual cycle: a review of the literature". Archives of Women's Mental Health (بالإنجليزية). 18 (6): 773–781. DOI:10.1007/s00737-015-0568-2. ISSN:1434-1816. Archived from the original on 2019-04-02.
112. ↑  "COVID-19 Vaccines and the Menstrual Cycle" (بالإنجليزية). NIH. Archived from the original on 2021-08-09. Retrieved 2021-08-09.
113. ↑  Maria Cohut (17 Feb 2021). "Long COVID and periods: The unspoken impact on female well-being" (بالإنجليزية). Archived from the original on 2021-08-09. Retrieved 2021-08-09.
114. ↑  Weschler (2002), pp.242,374
115. 1 2  "Medical Eligibility Criteria for Contraceptive Use:Fertility awareness-based methods". Third edition. World Health Organization. 2004. مؤرشف من الأصل في 10 يونيو 2016. اطلع عليه بتاريخ 29. april 2008. {{استشهاد بدورية محكمة}}: الاستشهاد بدورية محكمة يطلب |دورية محكمة= (مساعدة) وتحقق من التاريخ في: |تاريخ الوصول= (مساعدة)
116. ↑  Weschler (2002), p.52
117. ↑  Leridon H (juli 2004). "Can assisted reproduction technology compensate for the natural decline in fertility with age? A model assessment". Hum. Reprod. ج. 19 ع. 7: 1548–53. DOI:10.1093/humrep/deh304. PMID:15205397. {{استشهاد بدورية محكمة}}: تحقق من التاريخ في: |تاريخ= (مساعدة)
118. ↑  Krock، Lexi (oktober 2001). "Fertility Throughout Life". 18 Ways to Make a Baby. NOVA Online. مؤرشف من الأصل في 2021-03-01. اطلع عليه بتاريخ 24. december 2006. {{استشهاد ويب}}: تحقق من التاريخ في: |تاريخ الوصول= و|تاريخ= (مساعدة)
Haines، Cynthiac (januar 2006). "Your Guide to the Female Reproductive System". The Cleveland Clinic Women's Health Center. WebMD. مؤرشف من الأصل في 3 يونيو 2021. اطلع عليه بتاريخ 24. december 2006. {{استشهاد ويب}}: تحقق من التاريخ في: |تاريخ الوصول= و|تاريخ= (مساعدة)
119. ↑  Brodin T، Bergh T، Berglund L، Hadziosmanovic N، Holte J (2008). "Menstrual cycle length is an age-independent marker of female fertility: Results from 6271 treatment cycles of in vitro fertilization". Fertility and Sterility. ج. 90 ع. 5: 1656–1661. DOI:10.1016/j.fertnstert.2007.09.036. PMID:18155201.
120. ↑  Tortora 2017، صفحة 948.
121. ↑  Polis CB، Hussain R، Berry A (يونيو 2018). "There might be blood: a scoping review on women's responses to contraceptive-induced menstrual bleeding changes". Reproductive Health. ج. 15 ع. 1: 114. DOI:10.1186/s12978-018-0561-0. PMC:6020216. PMID:29940996.{{استشهاد بدورية محكمة}}:  صيانة الاستشهاد: دوي مجاني غير معلم (link)
122. ↑  Tortora 2017، صفحات 948–49.
123. ↑  McNeilly AS (2001). "Lactational control of reproduction". Reprod. Fertil. Dev. ج. 13 ع. 7–8: 583–90. DOI:10.1071/RD01056. PMID:11999309. مؤرشف من الأصل في 2003-05-29.
124. ↑  Trussell، James (مايو 2011). "Contraceptive failure in the United States". Contraception. ج. 83 ع. 5: 397–404. DOI:10.1016/j.contraception.2011.01.021. PMC:3638209. PMID:21477680.Trussell، James (نوفمبر 2011). "Contraceptive efficacy". في Hatcher، Robert A.؛ Trussell، James؛ Nelson، Anita L.؛ Cates، Willard Jr.؛ Kowal، Deborah؛ Policar، Michael S. (المحررون). Contraceptive technology (ط. 20th revised). New York: Ardent Media. ص. 779–863. ISBN:978-1-59708-004-0. ISSN:0091-9721. OCLC:781956734.
125. 1 2  ReproLine The Reading Room. Lactational Amenorrhea Method نسخة محفوظة 4 فبراير 2012 على موقع واي باك مشين., which cites:Zinaman M, Hughes V, Queenan J, Labbok M, Albertson B (1992). "Acute prolactin and oxytocin responses and milk yield to infant suckling and artificial methods of expression in lactating women". Pediatrics. ج. 89 ع. 3: 437–40. PMID:1741218. مؤرشف من الأصل في 2012-02-04. اطلع عليه بتاريخ 2022-04-29.{{استشهاد بدورية محكمة}}:  صيانة الاستشهاد: أسماء متعددة: قائمة المؤلفين (link)
126. ↑  "Breastfeeding: Does It Really Space Babies?". The Couple to Couple League International. Internet Archive. 17 يناير 2008. مؤرشف من الأصل في 2008-01-17. اطلع عليه بتاريخ 2008-09-21., which cites:
Kippley SK, Kippley JF (نوفمبر–ديسمبر 1972). "The relation between breastfeeding and amenorrhea". Journal of obstetric, gynecologic, and neonatal nursing. ج. 1 ع. 4: 15–21. DOI:10.1111/j.1552-6909.1972.tb00558.x. PMID:4485271.
Sheila Kippley (نوفمبر–ديسمبر 1986). "Breastfeeding survey results similar to 1971 study". The CCL News. ج. 13 ع. 3: 10. and (January–February 1987) 13 (4): 5.
127. ↑  "Menstruation related myths in India: strategies for combating it" (بالإنجليزية). PMC - US National Library of Medicine - National Institutes of Health. Archived from the original on 2020-12-20. Retrieved 6 أغسطس 2021. {{استشهاد ويب}}: تحقق من التاريخ في: |تاريخ الوصول= (help)
128. ↑  Janowitz، Naomi (1 يونيو 2002). Magic in the Roman World: Pagans, Jews and Christians. Taylor & Francis. ISBN:9780203457641. مؤرشف من الأصل في 2021-08-06 – عبر Google Books.
129. ↑  Biziou، Barbara (1 يناير 2010). The Joy of Family Rituals: Recipes for Everyday Living. Cosimo, Inc. ISBN:9781616405748. مؤرشف من الأصل في 2021-08-06 – عبر Google Books.
130. ↑  Sturm، Circe Dawn (20 مارس 2002). Blood Politics: Race, Culture, and Identity in the Cherokee Nation of Oklahoma. University of California Press. ISBN:9780520936089. مؤرشف من الأصل في 2021-08-06 – عبر Google Books.
131. ↑  Pliny the Younger (1894). "xxviii. c.23". Natural History. ISBN:9780722216163.
132. ↑  Exploring Gypsiness: Power, Exchange and Interdependence in a Transylvanian, by Ada I. Engebrigtsen, p. 129. نسخة محفوظة 2021-08-06 على موقع واي باك مشين.
133. ↑  Iron, Gender, and Power: Rituals of Transformation in African Societies, by Eugenia W. Herbert, p. 226. نسخة محفوظة 2020-11-27 على موقع واي باك مشين.
134. ↑  Braakhuis، H.E.M. (2005). "Xbalanque's Canoe. The Origin of Poison in Q'eqchi'-Mayan Hummingbird Myth". Anthropos. ج. 100: 175–185.
135. ↑  Maria Cohut. "5 menstruation myths you must leave behind" (بالإنجليزية). medicalnewstoday. Archived from the original on 2021-08-11. Retrieved 6 أغسطس 2021. {{استشهاد ويب}}: تحقق من التاريخ في: |تاريخ الوصول= (help)
136. ↑  Gosline، Anna (7 ديسمبر 2007). "Do Women Who Live Together Menstruate Together?". Scientific American. مؤرشف من الأصل في 2013-11-04. اطلع عليه بتاريخ 2012-01-02.
137. ↑  Harris، Amy L.؛ Vitzthum، Virginia J. (2013). "Darwin's Legacy: An Evolutionary View of Women's Reproductive and Sexual Functioning". Journal of Sex Research. ج. 50 ع. 3–4: 207–46. DOI:10.1080/00224499.2012.763085. PMID:23480070. S2CID:30229421.
138. 1 2  Emily Matchar (16 مايو 2014). "Should Paid 'Menstrual Leave' Be a Thing?". مؤرشف من الأصل في 2018-04-29. اطلع عليه بتاريخ 2015-06-21.
139. ↑  classprojects. "menstrual leave". مؤرشف من الأصل في 2016-05-06.
140. ↑  cleanclothes. "what is menstruation leave". مؤرشف من الأصل في 2012-07-23.
141. ↑  Maila Ager (18 أغسطس 2008). "Mandatory menstruation leave measure filed in House". Inquirer.net. مؤرشف من الأصل في 2015-04-02. اطلع عليه بتاريخ 2011-06-16.
142. ↑  Iuliano، Sarah. "Menstrual leave: delightful or discriminatory?". 5 August 2013. Lip Magazine. مؤرشف من الأصل في 2019-03-27. اطلع عليه بتاريخ 2014-01-03.
143. ↑  Price، Catherine (11 أكتوبر 2006). "Should women get paid menstruation leave?". Salon. مؤرشف من الأصل في 2017-08-21. اطلع عليه بتاريخ 2014-01-03.
144. ↑  Bellofiore N، Ellery SJ، Mamrot J، Walker DW، Temple-Smith P، Dickinson H (يناير 2017). "First evidence of a menstruating rodent: the spiny mouse (Acomys cahirinus)" (PDF). American Journal of Obstetrics and Gynecology (Journal article). ج. 216 ع. 1: 40.e1–40.e11. DOI:10.1016/j.ajog.2016.07.041. PMID:27503621. S2CID:88779. مؤرشف من الأصل (PDF) في 2021-08-01.
145. 1 2  Catalini L، Fedder J (مايو 2020). "Characteristics of the endometrium in menstruating species: lessons learned from the animal kingdom†". Biology of Reproduction (Journal article). ج. 102 ع. 6: 1160–69. DOI:10.1093/biolre/ioaa029. PMC:7253787. PMID:32129461.
146. 1 2 3 4 5 6 7  Emera D، Romero R، Wagner G (يناير 2012). "The evolution of menstruation: a new model for genetic assimilation: explaining molecular origins of maternal responses to fetal invasiveness". BioEssays (Journal article). ج. 34 ع. 1: 26–35. DOI:10.1002/bies.201100099. PMC:3528014. PMID:22057551.
147. ↑  Schjenken JE، Robertson SA (يوليو 2020). "The female response to seminal fluid". Physiological Reviews (Review). ج. 100 ع. 3: 1077–117. DOI:10.1152/physrev.00013.2018. PMID:31999507.
148. ↑  Muller MN (مايو 2017). "Testosterone and reproductive effort in male primates". Hormones and Behavior (Review). ج. 91: 36–51. DOI:10.1016/j.yhbeh.2016.09.001. PMC:5342957. PMID:27616559.
149. ↑  Martin RD (2007). "The evolution of human reproduction: a primatological perspective". American Journal of Physical Anthropology (Review). Suppl 45: 59–84. DOI:10.1002/ajpa.20734. PMID:18046752.
150. 1 2 3  Finn CA (يونيو 1998). "Menstruation: a nonadaptive consequence of uterine evolution". The Quarterly Review of Biology (Review). ج. 73 ع. 2: 163–73. DOI:10.1086/420183. PMID:9618925. S2CID:25135630.
151. ↑  Profet M (سبتمبر 1993). "Menstruation as a defense against pathogens transported by sperm". The Quarterly Review of Biology (Review). ج. 68 ع. 3: 335–86. DOI:10.1086/418170. PMID:8210311. S2CID:23738569.
152. ↑  Strassmann BI (يونيو 1996). "The evolution of endometrial cycles and menstruation". The Quarterly Review of Biology (Review). ج. 71 ع. 2: 181–220. DOI:10.1086/419369. PMID:8693059. S2CID:6207295.
153. 1 2  Brosens JJ، Parker MG، McIndoe A، Pijnenborg R، Brosens IA (يونيو 2009). "A role for menstruation in preconditioning the uterus for successful pregnancy". American Journal of Obstetrics and Gynecology (Journal article). ج. 200 ع. 6: 615.e1–6. DOI:10.1016/j.ajog.2008.11.037. PMID:19136085.

### كتب
باللغة الإنجليزيِّة
- Else-Quest N، Hyde JS (2021). "Psychology, gender, and health: psychological aspects of the menstrual cycle". The Psychology of Women and Gender: Half the Human Experience + (ط. 10th). Los Angeles: سيج للنشر. ISBN:978-1-544-39360-5.
- Johnson MH (2007). Essential Reproduction. Wiley-Blackwell. ISBN:978-1-4051-1866-8. OCLC:76074156. {{استشهاد بكتاب}}: تجاهل المحلل الوسيط |PublicationPlace= لأنه غير معروف، ويقترح استخدام |مكان النشر= (مساعدة)
- Norris DA، Carr JA (2013). Vertebrate Endocrinology (ط. 5th). Academic Press. ISBN:978-0-123-96465-6.
- Parker S (2019). The Concise Human Body Book: An Illustrated Guide to its Structures, Function and Disorders. London: دورلينج كيندرسلي. ISBN:978-0-241-39552-3. OCLC:1091644711.
- Prior JC  [لغات أخرى]‏ (2020). "The menstrual cycle: its biology in the context of silent ovulatory disturbances". في Ussher JM، Chrisler JC، Perz J (المحررون). Routledge International Handbook of Women's Sexual and Reproductive Health (ط. 1st). أبينغدون أون تيمز  [لغات أخرى]‏: روتليدج. ISBN:978-1-138-49026-0. OCLC:1121130010. {{استشهاد بكتاب}}: Vancouver style error: علامة ترقيم in name 1 (مساعدة)صيانة الاستشهاد: علامات ترقيم زائدة (link) صيانة الاستشهاد: مكان (link)
- Rodriguez-Landa J (2017). A Multidisciplinary Look at Menopause. رييكا: IntechOpen. ISBN:978-953-51-3405-3. OCLC:1193045564.
- Sadler TW (2019). Langman's Medical Embryology. Philadelphia: ولترز كلوير. ISBN:978-1-4963-8390-7. OCLC:1042400100.
- Sherwood L (2016). Human Physiology: From Cells to Systems. Boston, Massachusetts: Cengage Learning. ISBN:978-1-285-86693-2. OCLC:905848832.
- Tortora G (2017). Tortora's Principles of Anatomy & Physiology. هوبوكين: جون وايلي وأولاده. ISBN:978-1-119-38292-8. OCLC:990424568.
- Ugwumadu A (2014). Basic Sciences for Obstetrics and Gynaecology: Core Material for MRCOG. Oxford, England: دار نشر جامعة أكسفورد. ISBN:978-0-19-953508-8. OCLC:889303297.
- Watchman T (2020). Zero to Finals : Obstetrics and Gynaecology. Manchester: Zero to Finals. ISBN:979-8-6037-9726-7. OCLC:1233034578.